# Народы Индонезии

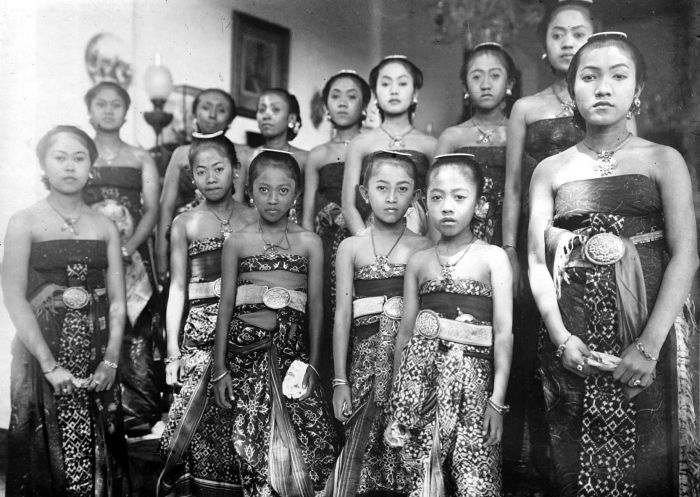
Яванцы — крупнейший народ Индонезии

Республика Индонезия является одним из наиболее многонациональных государств в мире. При этом точный подсчёт проживающих на её территории народов и этнических групп представляется весьма затруднительным в силу отсутствия в мировой этнографической науке единой точки зрения относительно чёткой классификации многих из них. В результате разброс в соответствующих количественных оценках остаётся весьма существенным: различные специалисты выделяют среди населения современной Индонезии от 200 до более чем 350 народов, народностей, этнических и субэтнических групп.
Около 95 % народов и этногрупп Индонезии имеет местное происхождение и традиционно объединяется под обобщающим названием «индонезийцы». Абсолютное их большинство, в свою очередь, относится к австронезийским народам, представители которых проживают на всей территории страны. Меньшую часть составляют представители относительно небольших, но многочисленных папуасских народностей, проживающих в основном в западной части острова Новая Гвинея и на некоторых прилегающих островах. Около 5 % населения страны составляют представители некоренных народов, переселившиеся на архипелаг в течение нескольких последних столетий, в основном лица китайского, индийского, арабского и европейского происхождения.
По состоянию на 2010 год в Индонезии проживало 237,641 млн человек (в 1930 году — 60,6 млн человек, в 1961 году — 97 млн, в 1971 году — 119,2 млн, в 1980 году — 147,5 млн). 90 % населения приходится на долю 15 крупнейших народов и этнических групп. Наиболее многочисленными среди коренных индонезийцев являются яванцы, сунды (или сунданцы), батаки, индонезийские малайцы, мадурцы, минангкабау, батавцы (или бетави) и бугисы. К достаточно крупным народам и этногруппам относятся ачехцы, бантенцы, банджары, балийцы, сасаки, даяки, макасары, минахасцы и чиребонцы. Среди этносов некоренного происхождения наиболее многочисленными являются китайцы, арабы, индийцы, а также потомки от смешанных индонезийско-европейских браков — евразийцы (они же индоевропейцы или так называемые индо).
В результате трансмиграционных программ, практиковавшихся в стране как в колониальную эпоху, так и в период независимости, значительное число яванцев, а также сундов, мадурцев и балийцев было переселено на Суматру, Калимантан и в Западную Новую Гвинею. Нередко концентрация крупных групп мигрантов приводит к межэтническим или межконфессиональным конфликтам с автохтонным населением. Внешние миграции (въезд китайцев, индийцев, арабов и голландцев) играли определённую роль в динамике населения лишь в конце XIX — начале XX веков. Большинство голландцев и других европейцев, обосновавшихся на территории Индонезии в процессе её колонизации (всего около 250 тыс.), покинуло страну после обретения ею независимости.

## История

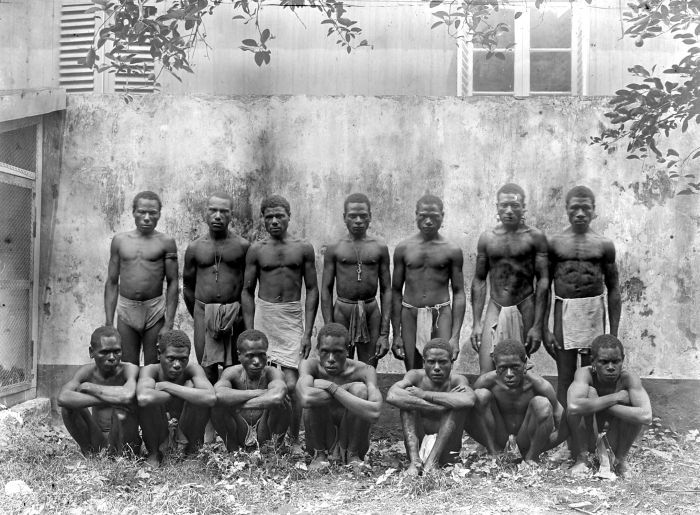
Папуасы Молуккских островов

Заселение территории Индонезии человеком разумным началось около 45 000 лет назад. В рамках этого сложного процесса выделяется несколько основных миграционных волн, в ходе которых на острова Малайского архипелага с полуострова Индокитай перемещались представители различных этнических групп и сообществ. Наиболее ранние переселенцы принадлежали к австралоидному расовому типу и впоследствии составили основу этногенеза таких народов Индонезии, как кубу и папуасы. Во втором тысячелетии до н. э. началось проникновение монголоидных народностей, принёсших с собой высокую неолитическую культуру. Первую крупную волну монголоидов сформировали так называемые протомалайцы, ставшие предками таких народов, как гайо, ниасы, сасаки, тораджи. В результате второй, более масштабной волны, относящейся к середине первого тысячелетия до н. э., произошло расселение так называемых дейтеромалайцев, которые и стали предками большей части современных индонезийцев, в том числе таких многочисленных народов, как яванцы, сунды и мадурцы.

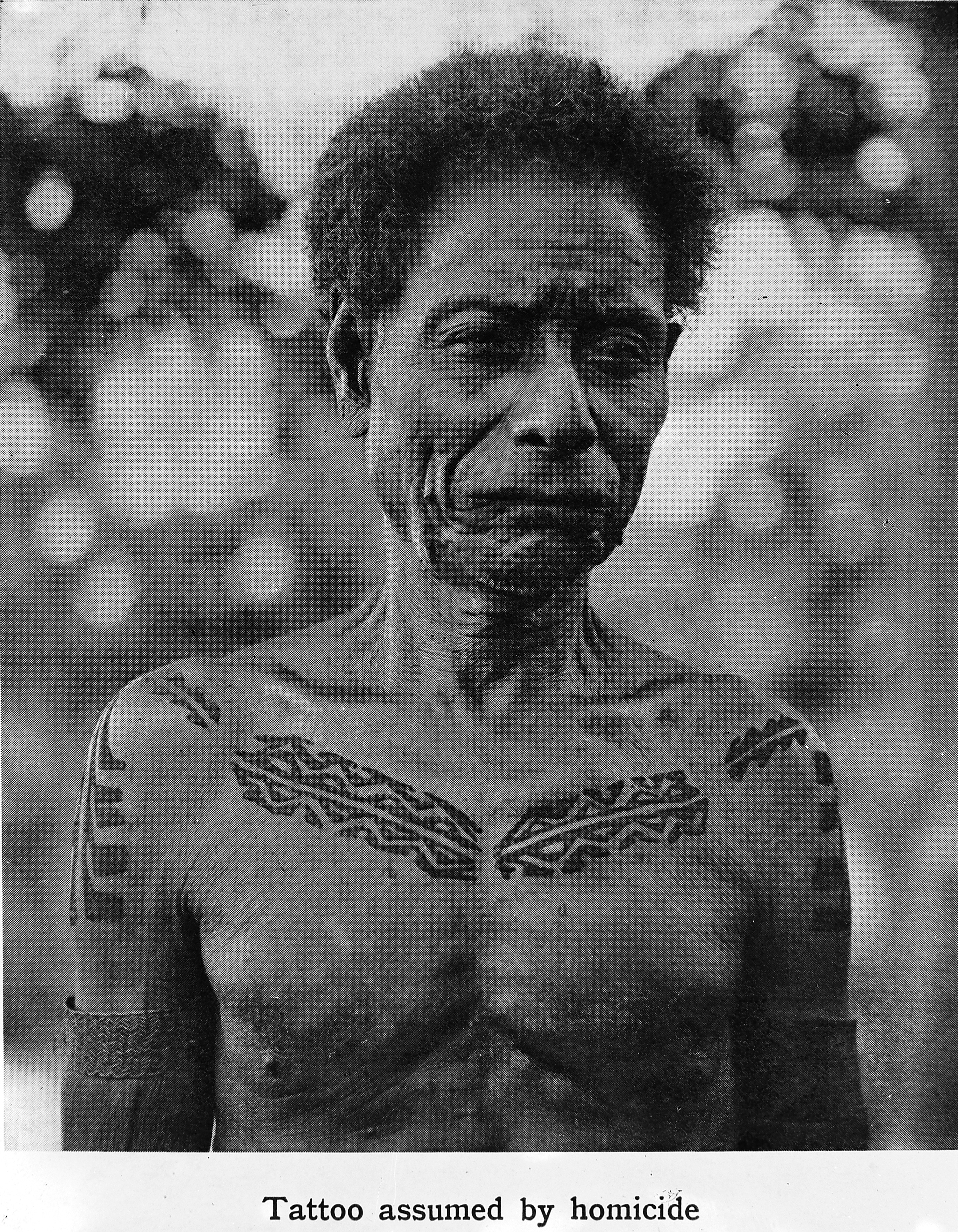
Меланезиец Новой Гвинеи

По мере расселения монголоидов представители первых миграционных волн ассимилировались либо оттеснялись во внутренние изолированные районы островов архипелага, преимущественно в восточной части. В результате постоянных миграций и передвижений различных народностей и отдельных племён на территории Малайского архипелага сложились четыре крупные группы австронезийских народов: северная (коренные народы северной части Сулавеси и Калимантана), западная (коренные народы Суматры, Явы, южной части Сулавеси и западной части Нуса-Тенггара), восточная (коренные народы восточной части Нуса-Тенггара, Молуккских островов, западной части Новой Гвинеи) и океанийская (меланезийцы Новой Гвинеи).
К началу нашей эры в результате разложения первобытнообщинного строя начался процесс образования классов на Яве и восточной Суматре, появились влиятельные союзы племён и первые княжества (царства) яванцев, сундов и минангкабау. Со II века на территории Индонезии благодаря существовавшим издавна торговым связям с юго-восточной частью Индостана стали появляться индуизированные государства. Малайские народы, заселявшие обширное Падангское нагорье, стали распространяться по южной и восточной Суматре. В VI веке на Суматре началось возвышение малайского государства Шривиджая, которое в последующие века распространило своё влияние на обширную территорию от Филиппин на востоке до Шри-Ланки на западе и Таиланда на севере.

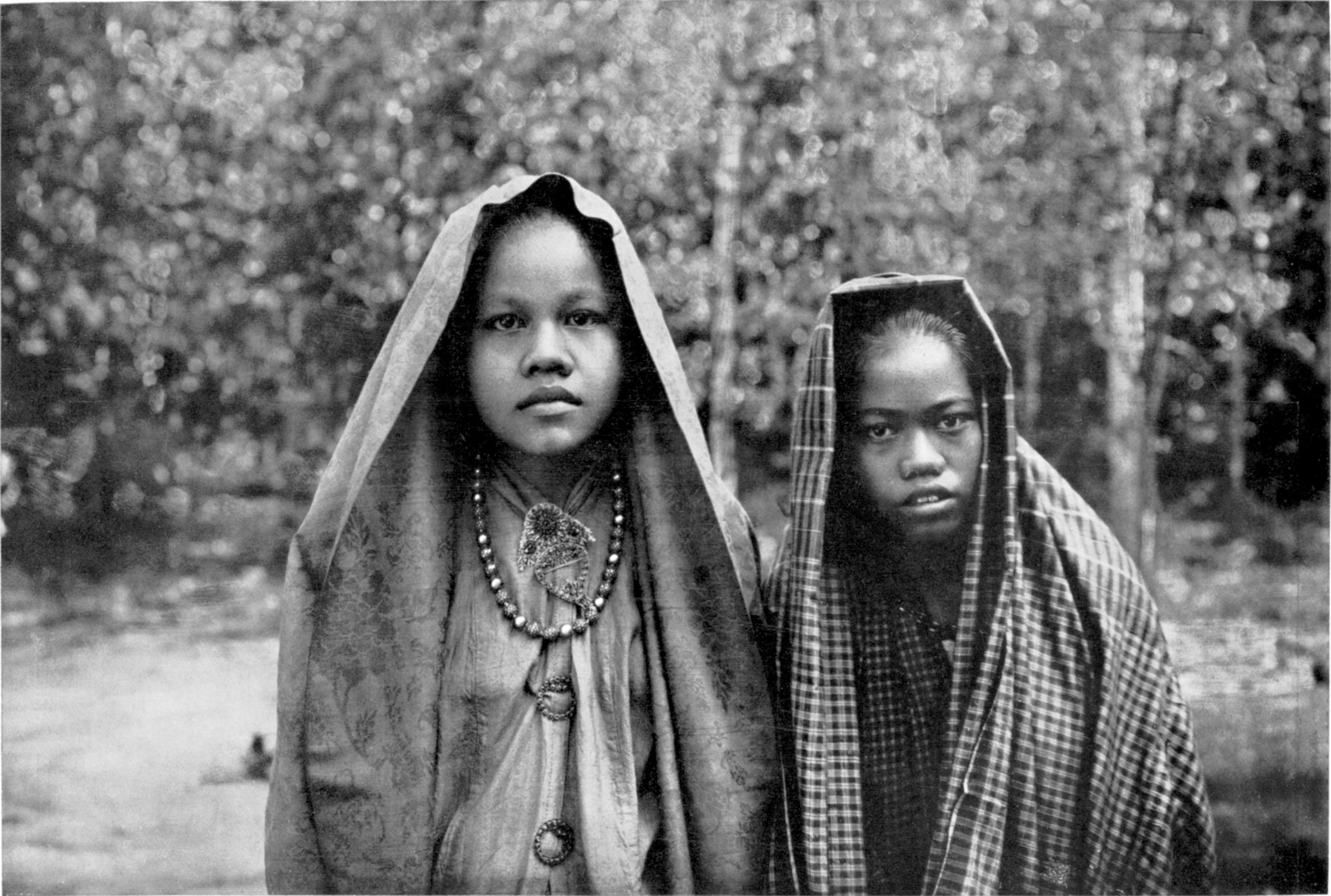
Малайские женщины Суматры

В XIII веке индийские и арабские купцы принесли в северную часть Суматры ислам, который первыми восприняли ачехцы (тогда же пришлые торговцы познакомили с исламом население некоторых прибрежных районов Явы, Малых Зондских и Молуккских островов). С XIII века началось переселение малайцев с Малаккского полуострова на юго-западную Суматру, а также с Малакки и восточного побережья Суматры в прибрежные районы Калимантана и более восточных островов. В это же время началось заселение восточного побережья Калимантана бугами. В конце XIII века на Яве выросло индуистское государство Маджапахит, которое в XIV — XV веках распространило своё влияние на значительной части современной Индонезии.
С XV века началась постепенная исламизация Явы (как и на Суматре, она шла с запада на восток и из прибрежных районов во внутренние). После падения в начале XVI века Маджапахита на его месте образовался ряд феодальных мусульманских султанатов, нередко враждовавших между собой (Матарам и Бантам на Яве, Ачех, Палембанг и Джамби — на Суматре, Гоа — на Сулавеси, Тернате и Тидор — на Молуккских островах). Кроме того, в начале XVI века на Молуккские и Малые Зондские острова благодаря португальцам проникло католичество.
В первые десятилетия XVII века португальцы и испанцы, а также появившиеся здесь позднее англичане были вытеснены голландцами, которые в течение последующих трёх столетий постепенно объединили под своей властью всю нынешнюю Индонезию. Некоторые области, например, султанат Ачех, были покорены голландцами лишь в начале XX века. С установлением голландского господства на островах архипелага стало распространяться протестантство. С середины XIX века, с развитием плантационного хозяйства, началась массовая иммиграция индийцев и китайцев. Последняя волна индийских иммигрантов пришлась на конец 1940-х годов, после раздела Британской Индии.

## Современное положение
Согласно данным за 2000 и 2010 годы крупнейшими народами, этническими группами и подгруппами Индонезии являлись:
| №  | Народ или этническая группа | Численность в млн человек | Численность в млн человек | Процент от всего населения | Процент от всего населения |
| №  | Народ или этническая группа | 2000                      | 2010                      | 2000                       | 2010                       |
| -- | --------------------------- | ------------------------- | ------------------------- | -------------------------- | -------------------------- |
| 1  | Яванцы                      | 83,865                    | 95,217                    | 41,71                      | 40,22                      |
| 2  | Сунды                       | 30,978                    | 36,701                    | 15,41                      | 15,50                      |
| 3  | Батаки                      | 6,076                     | 8,467                     | 3,02                       | 3,58                       |
| 4  | Мадурцы                     | 6,771                     | 7,179                     | 3,37                       | 3,03                       |
| 5  | Батавцы                     | 5,041                     | 6,808                     | 2,51                       | 2,88                       |
| 6  | Минангкабау                 | 5,475                     | 6,462                     | 2,72                       | 2,73                       |
| 7  | Бугисы                      | 5,010                     | 6,359                     | 2,49                       | 2,69                       |
| 8  | Малайцы                     | 6,946                     | 5,365                     | 3,45                       | 2,27                       |
| 9  | Бантенцы                    | 4,113                     | 4,657                     | 2,05                       | 1,97                       |
| 10 | Банджары                    | 3,496                     | 4,127                     | 1,74                       | 1,74                       |
| 11 | Ачехцы                      | 0,871                     | 4,091                     | 0,43                       | 1,73                       |
| 12 | Балийцы                     | 3,027                     | 3,946                     | 1,51                       | 1,67                       |
| 13 | Сасаки                      | 2,611                     | 3,173                     | 1,30                       | 1,34                       |
| 14 | Даяки                       | —                         | 3,009                     | —                          | 1,27                       |
| 15 | Китайцы                     | 1,738                     | 2,832                     | 0,86                       | 1,20                       |
| 16 | Макасары                    | 1,982                     | 2,672                     | 0,99                       | 1,13                       |
| 17 | Чиребонцы                   | 1,890                     | 1,877                     | 0,94                       | 0,79                       |
| 18 | Горонтало                   | 0,974                     | 1,251                     | 0,48                       | 0,53                       |
| 19 | Минахасцы                   | 0,659                     | 1,237                     | 0,33                       | 0,52                       |
| 20 | Ниасы                       | 0,731                     | 1,042                     | 0,36                       | 0,44                       |
| 21 | Тораджи                     | 0,750                     | —                         | 0,37                       | —                          |
| 22 | Бутунги                     | 0,578                     | —                         | 0,29                       | —                          |
| 23 | Атони                       | 0,568                     | —                         | 0,28                       | —                          |
| 24 | Манггараи                   | 0,566                     | —                         | 0,28                       | —                          |
| 25 | Бима                        | 0,513                     | —                         | 0,26                       | —                          |
| 26 | Мандары                     | 0,504                     | —                         | 0,25                       | —                          |
| 27 | Сумбанцы                    | 0,501                     | —                         | 0,25                       | —                          |
| 28 | Пеминггиры                  | 0,426                     | —                         | 0,21                       | —                          |
| 29 | Томини / каили              | 0,412                     | —                         | 0,21                       | —                          |
| 30 | Сангирцы                    | 0,397                     | —                         | 0,20                       | —                          |

Многие из перечисленных выше крупнейших народов Индонезии не являются однородными этническими общностями, а состоят из близкородственных народов, народностей, этнических групп или племён. Численность отдельных суб-групп в составе крупных народов различна, она может колебаться в районе одного десятка, как у минахасцев, батаков или тораджей, а может достигать нескольких десятков, как у папуасов, даяков или индонезийских малайцев. Кроме того, представители различных конфессий единого народа со временем нередко выделяются в отдельные этно-конфессиональные группы (например, осинги или тенгеры у яванцев, бадуй у сундов, балиага у балийцев).
Населяющие страну малайцы делятся на две неравные части. Абсолютное большинство принадлежит к так называемым индонезийским малайцам, а пасемахи, сераваи и ампат-лаваны — к небольшой группе среднесуматранских малайцев. По состоянию на 2000 год крупнейшими субэтническими группами индонезийский малайцев были риау (1,49 млн), джамби (834 тыс.), палембанг (834 тыс.), муси-секаиу (508 тыс.), банка (465 тыс.), понтианак (280 тыс.), эним (245 тыс.), пегаган (220 тыс.), белитунг (159 тыс.), семендо (104 тыс.) и бенкулу (55 тыс.), крупнейшей группой  среднесуматранских малайцев являлись пасемах (68 тыс.). По состоянию на тот же год крупнейшими субэтническими группами батаков Суматры были тапанули (2,95 млн), тоба (1,12 млн), мандайлинги (1,03 млн), каро (585 тыс.) и ангкола (387 тыс.).
В состав даяков входят каяны, кенья, умабака, кутаи, бахау, нгаджу, бакумпай, катинган, сампиты, мааньяны, отданумы, клемантаны, муруты,  тидунги, лунбаванги, келабиты, барито, бидаю, кендаян, селако, песагуаны, ибаны, муаланг, крио, секадау, лаванганы, дусуны, букаты, мератус и другие (часть специалистов относит к даякам и бродячие племена пунанов, бекетанов, укитов и отов, другие включают их в состав отдельной группы народностей); в состав тораджей — саданги, палу, посо, коро, ледо, секо, кулави, луву и другие; в состав минахасцев — тонтембоан, тонсеа, тондано, томбулу, тонсаванг, пасан-ратахан, паносакан, бабонтеху, бантик и другие; в состав папуасов — тернатцы, тобело, галела, тидорцы, лода, ибу, тогутил, бунаки, алорцы, макасаи, дани, лани, капауку (экаги), голиаф, асматы, браты (майбраты), маникионы, яли, нгалум, мони, амунг, маринд-аним, мимика, ковиай, волани, комбаи, сави, короваи, исирава, баузи, файю, сентани, вемта и другие.

### Межэтнические и межконфессиональные конфликты

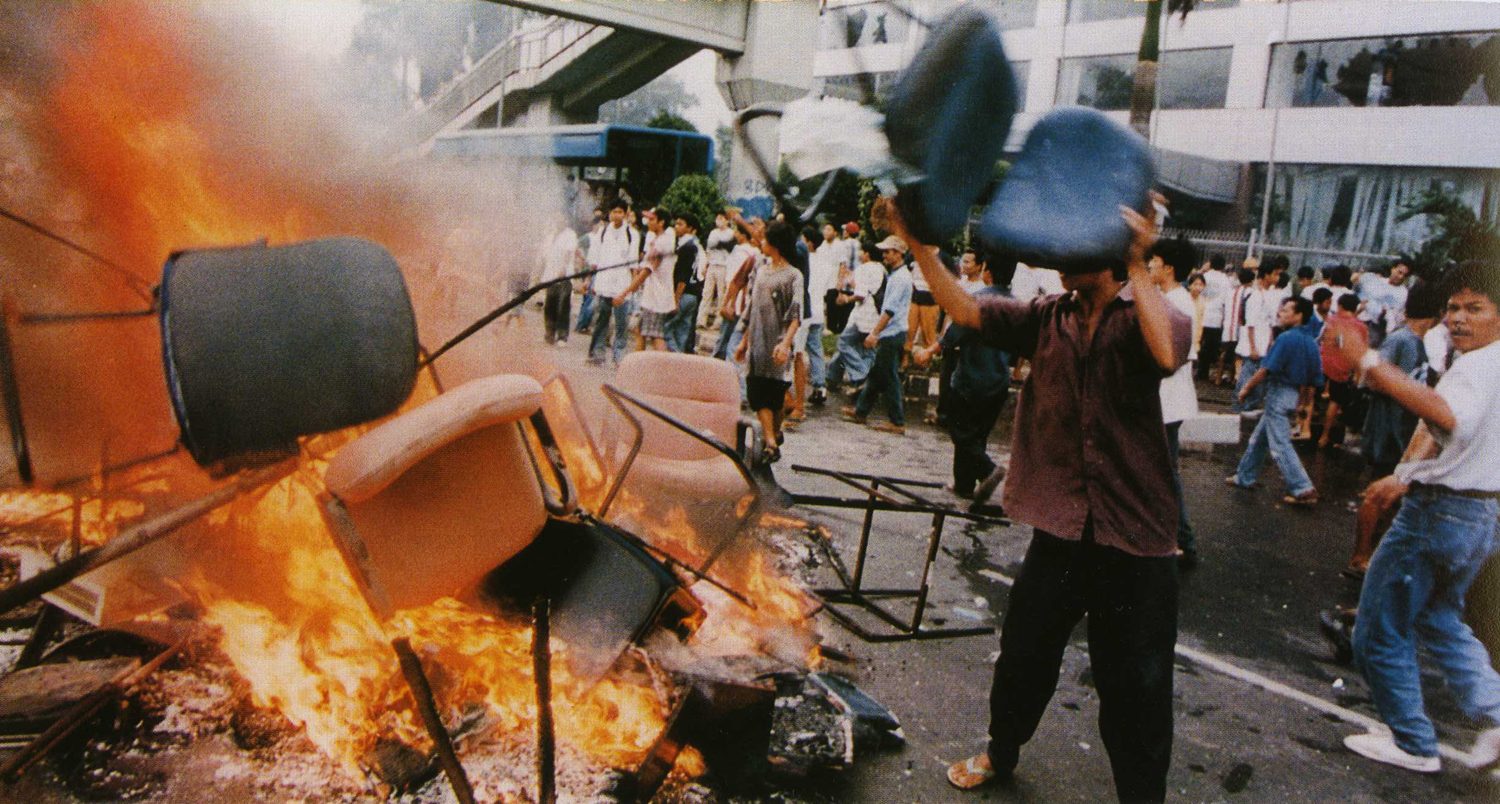
Антикитайский погром в Джакарте в 1998 году

В различные периоды своей истории Индонезия сталкивалась с разными проявлениями межэтнических и межконфессиональных противоречий, которые периодически принимали форму острых конфликтов. Самой старой, но до сих пор существующей проблемой является враждебное отношение значительной части индонезийцев к местным китайцам. Уже в 1740 году в Батавии произошла массовая резня недовольных политикой властей китайцев. С обретением Индонезией независимости массовые антикитайские выступления, нередко перераставшие в погромы с человеческими жертвами, происходили в 1956—1957, 1959—1960, 1963, 1965—1967, 1980, 1981 и 1982 годах (особенно массовый характер приобрели убийства китайцев во время кампании террора в 1965—1966 годах). Последние крупные погромы китайцев происходили в октябре 1996 года в Ситубондо (Восточная Ява), в декабре 1996 года в Тасикмалае (Западная Ява), в мае 1997 года в Банджармасине и в мае 1998 года в Медане, Джакарте и Суракарте. Майские беспорядки 1998 года стали следствием тяжёлого экономического кризиса, который вызвал отставку президента Сухарто и способствовал резкому обострению этноконфессиональных противоречий во многих регионах страны, прежде всего на Сулавеси и Молукках.
С начала 1960-х годов в Западной Новой Гвинее продолжается вооружённая борьба сепаратистских группировок папуасов с индонезийскими войсками. Кроме желания основать независимое государство папуасы выступают против трансмиграционной программы индонезийских властей, которые переселяют в провинции Папуа и Западное Папуа яванцев и другие народы из западной части страны. Вооружённые силы Индонезии неоднократно подвергали районы активности сепаратистов воздушным бомбардировкам и проводили наземные операции, сопровождаемые массовыми убийствами папуасов. В Джаявиджае и некоторых других округах Папуа случались массовые столкновения папуасов с индонезийскими мигрантами, что приводило к человеческим жертвам. Кроме того, папуасы активно выступают против деятельности международных горнорудных корпораций (прежде всего Freeport-McMoRan), которые наносят вред окружающей среде и привлекают для работы в карьерах мигрантов и иностранных рабочих.
Во второй половине 1990-х годов продолжительные напряжённые отношения между даяками с одной стороны и переселенцами с Мадуры с другой вылились в череду межэтнических столкновений на Калимантане. В декабре 1996 — январе 1997 и в марте—апреле 1999 года крупные беспорядки вспыхивали в провинции Западный Калимантан (зимой 1997 года число погибших превысило 600 человек, в 1999 году в округе Самбас даяки и малайцы убили более 3 тысяч мадурцев). В феврале 2001 года даяки убили около 500 мигрантов в городе Сампит провинции Центральный Калимантан (при этом не менее ста человек были обезглавлены), более 100 тысяч мадурцев были вынуждены спасаться бегством. В результате распространения насилия на другие области к апрелю 2001 года почти все мадурцы покинули провинцию.

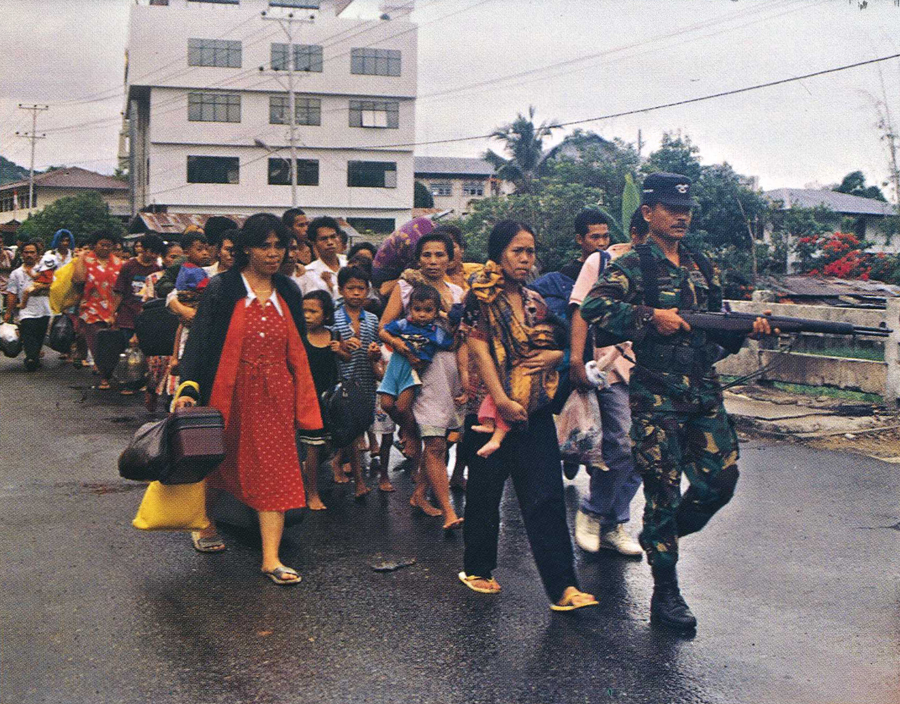
Индонезийские военные эвакуируют беженцев на Амбоне

В конце 1998 года вооружённый конфликт между христианами (преимущественно местными тораджами) и мусульманами (в том числе пришлыми яванцами) вспыхнул в Центральном Сулавеси, особенно в округе Посо. В результате многомесячного насилия погибло около тысячи человек, десятки тысяч жителей города Посо и окрестных деревень стали беженцами. После периода относительного спокойствия в конце 2001 года столкновения вспыхнули с новой силой, сопровождаясь перестрелками и поджогами христианских кварталов. В октябре 2003 года члены исламистской группы убили 13 крестьян-христиан, чем вызвали новую волну напряжённости.
В 1999 — 2002 годах на Молуккских островах в результате острого этно-религиозного конфликта около 5 тысяч человек погибли и свыше 500 тысяч стали беженцами. Особенно жестокие столкновения между коренными христианами и пришлыми мусульманами из числа индонезийских трансмигрантов (преимущественно выходцами с Сулавеси и Явы) происходили на островах Амбон, Хальмахера и Банда. Кроме того, активное участие в погромах принимали вооружённые исламистские группы и подразделения индонезийской армии. В апреле 2004 года новая вспышка насилия на Амбоне привела к гибели более 40 человек.
В августе 2005 года индонезийское правительство подписало мирное соглашение с мятежниками из числа ачехцев, которые с конца 1970-х годов воевали за независимость региона (в результате военных действий погибло около 15 тыс. человек). Одной из причин недовольства сепаратистов был массовый приток в Ачех переселенцев с Явы, которым власти выделяли обширные территории под плантации и застройку. В сентябре 2010 года в городе Таракан (Северный Калимантан) произошли массовые столкновения между даяками-тидунгами и мигрантами из числа бугисов, в результате которых четыре человека погибли, десятки получили ранения, свыше 30 тысяч стали беженцами. Осенью 2015 года в провинции Ачех прошли погромы христиан, после чего местные власти под давлением мусульманского большинства начали сносить протестантские и католические храмы.

## Суматра и прилегающие острова

### Ачех
Население — 4,494 млн человек (2010 год). По состоянию на 2000 год крупнейшими народами являлись ачехцы (50,3 %), яванцы (15,9 %), гайо (11,5 %), аласы (3,9 %) и синкилы (2,5 %).
По состоянию на 2010 год в Ачехе проживали местные народы и этнические группы, включая ачехцев, гайо, аласов, синкилов и других (3,820 млн), яванцы (400 тыс.), батаки (147 тыс.), минангкабау (33,1 тыс.), малайцы (22,2 тыс.), сунды (10,8 тыс.), китайцы (9,6 тыс.), ниасцы (9,3 тыс.), выходцы из Папуа (4,4 тыс.) и банджары (2,7 тыс.).
| Этническая группа              | Вероисповедание                                                         | Район расселения |
| ------------------------------ | ----------------------------------------------------------------------- | --- |
| Ачехцы или аче                 | Сунниты, ваххабиты и приверженцы суфизма (ордена шаттария и накшбандия) | Проживают в прибрежных районах и городах, а также на островах Бреэх и Вех. У многих жителей прибрежных городов имеются малайские, арабские и индийские корни. |
| Яванцы                         | Сунниты                                                                 | Проживают в крупных городах и районах плантационного хозяйства.                                                                                               |
| Гайо                           | Сунниты с элементами традиционных верований                             | Проживают в центральных горных районах (округа Гайолуэс, Юго-Восточный Ачех, Центральный Ачех и Бенермериах).                                                 |
| Аласы                          | Сунниты с элементами традиционных верований                             | Близки к батакам, проживают в центральных горных районах (округ Юго-Восточный Ачех). К аласам близки клуэты, проживающие в округе Южный Ачех.                 |
| Синкилы или сингкилы           | Сунниты с элементами традиционных верований                             | Близки к батакам, проживают в округах Ачех-Синкил и Субулуссалам.                                                                                             |
| Сималурцы или сихуле           | Сунниты с элементами традиционных верований                             | Близки к ачехцам и минангкабау, составляют основное население островов Симёлуэ (Сималур), Баньяк и нескольких близлежащих островков.                          |
| Батаки тапанули, каро и пакпак | Протестанты и сунниты с элементами традиционных верований               | Проживают во внутренних районах вблизи границы с провинцией Северная Суматра (округа Ачех-Тамианг, Восточный Ачех, Ачех-Синкил и Субулуссалам).               |
| Минангкабау                    | Сунниты                                                                 | Проживают в южных приморских районах. |
| Малайцы тамианг                | Сунниты                                                                 | Проживают в округе Ачех-Тамианг и крупных городах. |
| Сунды                          | Сунниты                                                                 | Проживают в крупных городах и районах плантационного хозяйства.                                                                                               |
| Китайцы                        | Католики, протестанты и буддисты                                        | Проживают в крупных городах (Банда-Ачех, Лхоксёмаве, Сабанг и другие).                                                                                        |
| Ниасцы                         | Сунниты и протестанты с элементами традиционных верований               | Проживают на юге острова Симёлуэ. |
| Банджары                       | Сунниты                                                                 | Проживают в крупных городах и районах плантационного хозяйства.                                                                                               |
| Анукджами                      | Сунниты                                                                 | Смешанная группа минангкабау и ачехцев, проживают в округах Ачех-Синкил, Южный Ачех, Юго-Западный Ачех и на острове Симёлуэ.                                  |
| Арабы                          | Сунниты                                                                 | Проживают в Банда-Ачехе и других крупных городах. |
| Индо или евразийцы             | Сунниты                                                                 | Метисная группа индонезийско-португальского происхождения. |

### Северная Суматра
Население — 12,982 млн человек (2010 год). По состоянию на 2000 год крупнейшими народами являлись батаки (42 %), яванцы (32,6 %), ниасцы (6,4 %), малайцы (4,9 %) и минангкабау (2,7 %).
По состоянию на 2010 год в Северной Суматре проживали батаки (5,786 млн), яванцы (4,320 млн), ниасцы (911,8 тыс.), малайцы (771,7 тыс.), китайцы (340,3 тыс.), минангкабау (333,2 тыс.), выходцы из Ачеха (133,4 тыс.), банджары (125,7 тыс.), выходцы из Бантена (46,6 тыс.), сунды (35,5 тыс.), прочие выходцы с Суматры (30,2 тыс.), выходцы из Папуа (11,2 тыс.), выходцы из Лампунга (7,9 тыс.), прочие выходцы с Сулавеси (7,0 тыс.), выходцы с Восточных Малых Зондских островов (5,2 тыс.), бугисы (4,9 тыс.), выходцы из Джамби (4,6 тыс.), выходцы с Молукк (4,6 тыс.), батавцы (4,3 тыс.), выходцы из Южной Суматры (3,2 тыс.), даяки (3,1 тыс.) и мадурцы (2,8 тыс.).
| Этническая группа                                                                      | Вероисповедание | Район расселения |
| -------------------------------------------------------------------------------------- | --- | --- |
| Батаки тоба, каро, сималунгуны (или тимуры), пакпак (или дайри), мандайлинги и ангколы | Протестанты, главным образом прихожане Батакской протестантской церкви (основная часть тоба и каро) и Протестантской христианской церкви сималунгунов, сунниты (мандайлинги, ангколы и часть тоба), католики (часть тоба и каро) и приверженцы традиционных верований (часть каро, пакпак и сималунгунов, а также тоба, ангколов и мандайлингов) | Проживают во внутренних районах провинции: вокруг озера Тоба, на плоскогорьях Батак и Каро, а также в Медане (тоба — в округах Тобасамосир, Самосир, Хумбангхасундутан и Северное Тапанули, каро — в округах Каро, Дайри, Ланкат и Делисерданг, сималунгуны — в округе Сималунгун, пакпак — в округах Дайри, Пакпакбхарат, Хумбангхасундутан и Центральное Тапанули, мандайлинги — в округе Мандайлингнатал, ангколы — в округе Южное Тапанули). |
| Яванцы                                                                                 | Сунниты | Проживают в Медане, Бинджае, Пематангсиантаре, других крупных городах и в районах плантационного хозяйства. |
| Ниасцы                                                                                 | Протестанты, главным образом прихожане Протестантской церкви Ниаса, католики и сунниты с элементами традиционных верований | Основное население островов Ниас, Хинако, Симук и Бату. |
| Малайцы пегаган и дели                                                                 | Сунниты | Относятся к индонезийским малайцам. Проживают в северных прибрежных районах и городах (Медан, Бинджай, Танджунгбалай, Тебингтинги и другие). |
| Китайцы                                                                                | Протестанты (в том числе методисты), католики, буддисты и конфуцианцы | Проживают в Медане, Бинджае, Пематангсиантаре, Танджунгбалае, Тебингтинги и других крупных городах. |
| Минангкабау                                                                            | Сунниты | Проживают в юго-восточных приморских районах провинции (Сиболга), а также в Медане. |
| Ачехцы                                                                                 | Сунниты | Проживают в северо-западных районах провинции и Медане. |
| Банджары                                                                               | Сунниты | Проживают в крупных городах и районах плантационного хозяйства. |
| Бантенцы                                                                               | Сунниты | Проживают в крупных городах и районах плантационного хозяйства. |
| Сунды                                                                                  | Сунниты | Проживают в крупных городах и районах плантационного хозяйства. |
| Улу                                                                                    | Сунниты с элементами традиционных верований | Близки к малайцам и кубу, проживают в южных районах провинции. |
| Лубу                                                                                   | Сунниты с элементами традиционных верований | Близки к малайцам и кубу, проживают севернее улу. |
| Бугисы или буги                                                                        | Сунниты | Проживают в крупных городах и районах плантационного хозяйства. |
| Батавцы                                                                                | Сунниты, протестанты и католики | Проживают в крупных городах и районах плантационного хозяйства. |
| Даяки                                                                                  | Протестанты, католики, сунниты и приверженцы традиционных верований | Проживают в крупных городах и районах плантационного хозяйства. |
| Мадурцы                                                                                | Сунниты | Проживают в крупных городах и районах плантационного хозяйства. |
| Индийцы                                                                                | Индуисты и сунниты | Проживают в Медане, Бинджае, Тебингтинги и других крупных городах. Среди индийцев преобладают тамилы. |
| Арабы                                                                                  | Сунниты | Проживают в Медане. |

### Риау
Население — 5,538 млн человек (2010 год). По состоянию на 2000 год крупнейшими народами являлись малайцы (37,7 %), яванцы (25,1 %), минангкабау (11,3 %), батаки (7,3 %) и банджары (3,8 %).
По состоянию на 2010 год в провинции Риау проживали малайцы (1,829 млн), яванцы (1,608 млн), батаки (691,4 тыс.), минангкабау (676,9 тыс.), банджары (227,2 тыс.), бугисы (107,2 тыс.), китайцы (101,9 тыс.), сунды (77,9 тыс.), ниасцы (71,5 тыс.), прочие выходцы с Суматры (53,7 тыс.), выходцы из Ачеха (12,8 тыс.), выходцы из Южной Суматры (8,0 тыс.), выходцы из Джамби (5,7 тыс.), мадурцы (5,3 тыс.), выходцы из Лампунга (5,2 тыс.), выходцы из Папуа (3,5 тыс.), выходцы с Восточных Малых Зондских островов (2,8 тыс.), батавцы (2,7 тыс.), даяки (2,7 тыс.), сасаки (2,2 тыс.), прочие выходцы с Калимантана (2,2 тыс.) и прочие выходцы с Сулавеси (2,1 тыс.).
| Этническая группа             | Вероисповедание                                                     | Район расселения |
| ----------------------------- | ------------------------------------------------------------------- | --- |
| Малайцы риау и сиаки          | Сунниты и махдиты с элементами местных верований                    | Относятся к индонезийским малайцам. Проживают в прибрежных районах и городах (Нижний Рокан, Думай, Бенкалис, Меранти, Сиак, Пелалаван, Нижняя Индрагири), а также в Пеканбару. |
| Яванцы                        | Сунниты                                                             | Проживают в Пеканбару, Думае, других крупных городах и в районах плантационного хозяйства.                                                                                     |
| Батаки тапанули и мандайлинги | Сунниты и протестанты с элементами традиционных верований           | Проживают в Пеканбару, Думае и северо-западной части провинции. |
| Минангкабау                   | Сунниты                                                             | Проживают в Пеканбару и западной части провинции. |
| Банджары                      | Сунниты                                                             | Проживают в крупных городах (Пеканбару) и районах плантационного хозяйства. |
| Бугисы или буги               | Сунниты                                                             | Проживают в крупных городах (Пеканбару, Думай) и районах плантационного хозяйства.                                                                                             |
| Китайцы                       | Католики, протестанты, буддисты и конфуцианцы                       | Проживают в Пеканбару, Думае, Багансиапиапи, Селат-Панджанге и других крупных городах.                                                                                         |
| Сунды                         | Сунниты                                                             | Проживают в крупных городах (Пеканбару) и районах плантационного хозяйства. |
| Ниасцы                        | Протестанты, католики и сунниты с элементами традиционных верований | Проживают в крупных городах и районах плантационного хозяйства. |
| Ачехцы                        | Сунниты                                                             | Проживают в крупных городах и районах плантационного хозяйства. |
| Оранг-лауты баджао            | Сунниты с элементами традиционных верований (особенно анимизма)     | Близки к малайцам, кочуют в устьях рек и районе прибрежных островов (Меранти).                                                                                                 |
| Батины или сакай              | Сунниты с элементами традиционных верований                         | Близки к малайцам и кубу, проживают в центральных районах провинции, часть кочуют к северу от среднего течения реки Сиак.                                                      |
| Мамаки                        | Сунниты с элементами традиционных верований                         | Близки к малайцам и кубу, проживают в южных районах провинции. К мамакам близки мелкие группы бенуа, акиты и другие племена.                                                   |
| Кубу                          | Приверженцы традиционных верований, часть — сунниты и протестанты   | Проживают в южных районах провинции. |
| Мадурцы                       | Сунниты                                                             | Проживают в крупных городах и районах плантационного хозяйства. |
| Батавцы                       | Сунниты, протестанты и католики                                     | Проживают в крупных городах и районах плантационного хозяйства. |
| Даяки                         | Протестанты, католики, сунниты и приверженцы традиционных верований | Проживают в крупных городах и районах плантационного хозяйства. |
| Сасаки                        | Сунниты, часть — индуисты и протестанты                             | Проживают в крупных городах и районах плантационного хозяйства. |
| Арабы                         | Сунниты                                                             | Проживают в Пеканбару и Думае. |

### Острова Риау
Население — 1,679 млн человек (2010 год). По состоянию на 2010 год на островах Риау проживали малайцы (501,0 тыс.), яванцы (417,4 тыс.), батаки (208,7 тыс.), минангкабау (162,4 тыс.), китайцы (128,7 тыс.), сунды (49,4 тыс.), бугисы (37,1 тыс.), выходцы с Восточных Малых Зондских островов (37,1 тыс.), выходцы из Южной Суматры (32,9 тыс.), прочие выходцы с Сулавеси (19,4 тыс.), банджары (11,8 тыс.), выходцы из Ачеха (11,8 тыс.), прочие выходцы с Суматры (8,7 тыс.), батавцы (4,9 тыс.), ниасцы (4,7 тыс.), выходцы с Молукк (3,8 тыс.), прочие выходцы с Западных Малых Зондских островов (3,5 тыс.), выходцы из Лампунга (3,4 тыс.), сасаки (3,3 тыс.), минахасцы (3,1 тыс.), выходцы из Джамби (3,1 тыс.), мадурцы (3,0 тыс.), макасары (2,7 тыс.), даяки (2,6 тыс.) и выходцы из Папуа (2,6 тыс.).
| Этническая группа                        | Вероисповедание                                                     | Район расселения |
| ---------------------------------------- | ------------------------------------------------------------------- | --- |
| Малайцы риау и линга                     | Сунниты с элементами местных верований                              | Относятся к индонезийским малайцам. Проживают на островах Батам, Бинтан и Линга. |
| Яванцы                                   | Сунниты                                                             | Проживают в крупных городах, районах плантационного хозяйства и нефтегазодобычи. |
| Батаки                                   | Сунниты и протестанты с элементами традиционных верований           | Проживают в крупных городах и районах плантационного хозяйства. |
| Минангкабау                              | Сунниты                                                             | Проживают в крупных городах и районах плантационного хозяйства. |
| Китайцы                                  | Католики, протестанты, буддисты и конфуцианцы                       | Проживают в Батаме, Танджунгпинанге и других крупных городах. |
| Сунды                                    | Сунниты                                                             | Проживают в крупных городах и районах плантационного хозяйства. |
| Бугисы или буги                          | Сунниты                                                             | Проживают в крупных городах и районах плантационного хозяйства. |
| Банджары                                 | Сунниты                                                             | Проживают в крупных городах и районах плантационного хозяйства. |
| Ачехцы                                   | Сунниты                                                             | Проживают в крупных городах и районах плантационного хозяйства. |
| Оранг-лауты баджао, мантанги и песукуаны | Сунниты с элементами традиционных верований (особенно анимизма)     | Баджао кочуют в районе островов Батам, Бинтан, Линга и Бунгуран, мантанги проживают на острове Линга, песукуаны — на островах Анамбас. В состав баджао (они же баджо, баджау или сама) входят баруки, ломы, джуры, раяты, джохоры, мантанги, мапоры и беломы. |
| Батавцы                                  | Сунниты, протестанты и католики                                     | Проживают в крупных городах и районах плантационного хозяйства. |
| Ниасцы                                   | Протестанты, католики и сунниты с элементами традиционных верований | Проживают в крупных городах и районах плантационного хозяйства. |
| Сасаки                                   | Сунниты, часть — индуисты и протестанты                             | Проживают в крупных городах и районах плантационного хозяйства. |
| Минахасцы                                | Протестанты, часть — католики и сунниты                             | Проживают в крупных городах и районах плантационного хозяйства. |
| Мадурцы                                  | Сунниты                                                             | Проживают в крупных городах и районах плантационного хозяйства. |
| Макасары                                 | Сунниты                                                             | Проживают в крупных городах и районах плантационного хозяйства. |
| Даяки                                    | Протестанты, католики, сунниты и приверженцы традиционных верований | Проживают в крупных городах и районах плантационного хозяйства. |
| Индийцы                                  | Индуисты и сунниты                                                  | Проживают в крупных городах. Среди индийцев преобладают тамилы. |

### Западная Суматра
Население — 4,846 млн человек (2010 год). По состоянию на 2000 год крупнейшими народами являлись минангкабау (88,3 %), батаки (4,4 %), яванцы (4,2 %), ментавайцы (1,3 %) и малайцы (0,5 %).
По состоянию на 2010 год в Западной Суматре проживали минангкабау (4,220 млн), батаки (222,5 тыс.), яванцы (217,1 тыс.), прочие выходцы с Суматры, включая ментавайцев (69,2 тыс.), малайцы (39,6 тыс.), ниасцы (18,2 тыс.), сунды (15,9 тыс.), китайцы (10,8 тыс.), выходцы из Джамби (5,1 тыс.), выходцы из Лампунга (2,7 тыс.) и выходцы из Ачеха (2,5 тыс.).
| Этническая группа             | Вероисповедание                                                                            | Район расселения |
| ----------------------------- | ------------------------------------------------------------------------------------------ | --- |
| Минангкабау                   | Сунниты, ваххабиты и приверженцы суфизма (орден накшбандия) с элементами местных верований | Близки к малайцам, составляют основное население провинции, сосредоточены в прибрежных и центральных районах. Особую группу минангкабау составляют падангцы, проживающие в районе Паданга. |
| Батаки мандайлинги и тапанули | Сунниты и протестанты с элементами традиционных верований                                  | Проживают в северной части провинции. |
| Яванцы                        | Сунниты                                                                                    | Проживают в крупных городах и районах плантационного хозяйства, а также на островах Ментавай.                                                                                              |
| Ментавайцы или ментаваи       | Сунниты, католики и протестанты с элементами традиционных верований, сакуддеи — анимисты   | Составляют основное население островов Ментавай. К ментавайцам близки сакуддеи или сиберуты, проживающие на острове Сиберут.                                                               |
| Малайцы                       | Сунниты с элементами местных верований                                                     | Проживают в прибрежной части провинции. |
| Ниасцы                        | Протестанты, католики и сунниты с элементами традиционных верований                        | Проживают в крупных городах и районах плантационного хозяйства. |
| Сунды                         | Сунниты                                                                                    | Проживают в крупных городах и районах плантационного хозяйства. |
| Китайцы                       | Католики, протестанты и буддисты                                                           | Проживают в Паданге, Букиттинги, Падангпанджанге, Паякумбухе, Савахлунто и других крупных городах.                                                                                         |
| Индийцы                       | Индуисты и сунниты                                                                         | Проживают в Паданге, Букиттинги и других крупных городах. |
| Арабы                         | Сунниты                                                                                    | Проживают в Паданге и других крупных городах. |

### Джамби
Население — 3,092 млн человек (2010 год). По состоянию на 2000 год крупнейшими народами являлись малайцы (37,9 %), яванцы (27,6 %), керинчи (10,5 %), минангкабау (5,5 %) и банджары (3,5 %).
По состоянию на 2010 год в Джамби проживали местные народы и этнические группы (1,337 млн), яванцы (893,1 тыс.), малайцы (165,0 тыс.), минангкабау (163,7 тыс.), батаки (106,2 тыс.), банджары (102,2 тыс.), бугисы (96,1 тыс.), сунды (79,2 тыс.), выходцы из Южной Суматры (57,6 тыс.), китайцы (37,2 тыс.), прочие выходцы с Сулавеси (5,7 тыс.), прочие выходцы с Суматры (5,0 тыс.), выходцы из Лампунга (4,1 тыс.), ниасцы (3,5 тыс.), выходцы из Ачеха (3,0 тыс.) и выходцы с Восточных Малых Зондских островов (2,2 тыс.).
| Этническая группа            | Вероисповедание                                                     | Район расселения |
| ---------------------------- | ------------------------------------------------------------------- | --- |
| Малайцы джамби или джамбийцы | Сунниты и махдиты                                                   | Относятся к индонезийским малайцам. Проживают в прибрежных районах и городах (Восточный Танджунг-Джабунг и Западный Танджунг-Джабунг), а также в Джамби. |
| Яванцы                       | Сунниты                                                             | Проживают в крупных городах и районах плантационного хозяйства.                                                                                          |
| Керинчи                      | Сунниты                                                             | Близки к малайцам и минангкабау, проживают в западной части провинции (округ Керинчи).                                                                   |
| Минангкабау                  | Сунниты                                                             | Проживают в западной части провинции и крупных городах.                                                                                                  |
| Батаки                       | Сунниты и протестанты с элементами традиционных верований           | Проживают в крупных городах и районах плантационного хозяйства.                                                                                          |
| Банджары                     | Сунниты                                                             | Проживают в крупных городах и районах плантационного хозяйства.                                                                                          |
| Бугисы или буги              | Сунниты                                                             | Проживают в крупных городах и районах плантационного хозяйства.                                                                                          |
| Сунды                        | Сунниты                                                             | Проживают в крупных городах и районах плантационного хозяйства.                                                                                          |
| Китайцы                      | Католики, протестанты и буддисты                                    | Проживают в Джамби и других крупных городах. |
| Батины или сакай             | Сунниты с элементами традиционных верований                         | Близки к малайцам и кубу, проживают в центральных районах провинции.                                                                                     |
| Кубу                         | Приверженцы традиционных верований, часть — сунниты и протестанты   | Проживают в центральных районах провинции (Тебо и Бунго).                                                                                                |
| Ниасцы                       | Протестанты, католики и сунниты с элементами традиционных верований | Проживают в крупных городах и районах плантационного хозяйства.                                                                                          |

### Южная Суматра
Население — 7,450 млн человек (2010 год). По состоянию на 2000 год крупнейшими народами являлись малайцы (31,3 %), яванцы (27,0 %), комеринги (5,7 %), муси-банджуасины (3,1 %) и сунды (2,5 %).
По состоянию на 2010 год в Южной Суматре проживали местные народы и этнические группы, включая комерингов, муси-банджуасинов, суб-группы малайцев и других (4,120 млн), яванцы (2,038 млн), прочие малайцы (602,7 тыс.), сунды (162,9 тыс.), прочие выходцы с Суматры (104,4 тыс.), китайцы (72,6 тыс.), минангкабау (64,4 тыс.), батаки (45,7 тыс.), выходцы из Лампунга (45,0 тыс.), бугисы (43,0 тыс.), балийцы (38,5 тыс.), выходцы из Бантена (17,1 тыс.), выходцы из Джамби (16,2 тыс.), прочие выходцы с Калимантана (10,7 тыс.), батавцы (9,3 тыс.), мадурцы (6,5 тыс.), прочие выходцы с Сулавеси (6,1 тыс.), чиребонцы (4,5 тыс.), выходцы из Папуа (3,7 тыс.), выходцы из Ачеха (3,4 тыс.), выходцы с Восточных Малых Зондских островов (2,5 тыс.) и выходцы с Молукк (2,3 тыс.).
| Этническая группа                                                | Вероисповедание                                                   | Район расселения |
| ---------------------------------------------------------------- | ----------------------------------------------------------------- | --- |
| Малайцы палембанг (или палембангцы), муси-секаиу, эним и пегаган | Сунниты с элементами местных верований                            | Относятся к индонезийским малайцам. Проживают в прибрежных районах и городах, а также в районе Палембанга.                                                                                          |
| Яванцы                                                           | Сунниты                                                           | Проживают в крупных городах и районах плантационного хозяйства. |
| Комеринги                                                        | Сунниты с элементами индуизма                                     | Проживают в южной и юго-восточной части провинции (округа Оган-Комеринг-Илир, Оган-Комеринг-Улу, Восточный Оган-Комеринг-Улу, Южный Оган-Комеринг-Улу), а также в районе Палембанга.                |
| Муси-банджуасины                                                 | Сунниты с элементами индуизма                                     | Близки к малайцам, проживают в северной части провинции (округа Муси-Банджуасин и Банджуасин). |
| Сунды                                                            | Сунниты                                                           | Проживают в крупных городах и районах плантационного хозяйства. |
| Китайцы                                                          | Католики, протестанты и буддисты                                  | Проживают в Палембанге и других крупных городах. |
| Минангкабау                                                      | Сунниты                                                           | Проживают в крупных городах и районах плантационного хозяйства. |
| Батаки                                                           | Сунниты и протестанты с элементами традиционных верований         | Проживают в крупных городах и районах плантационного хозяйства. |
| Бугисы или буги                                                  | Сунниты                                                           | Проживают в крупных городах и районах плантационного хозяйства. |
| Балийцы                                                          | Индуисты                                                          | Проживают в крупных городах и районах плантационного хозяйства. |
| Лампунги                                                         | Сунниты                                                           | Проживают в районах, прилегающих к провинции Лампунг. |
| Бантенцы                                                         | Сунниты                                                           | Проживают в крупных городах и районах плантационного хозяйства. |
| Малайцы пасемахи                                                 | Сунниты с элементами индуизма и местных культов                   | Вместе с близкими к ним сераваями и ампат-лаванами относятся к среднесуматранским малайцам. Проживают в юго-западной части провинции.                                                               |
| Кубу                                                             | Приверженцы традиционных верований, часть — сунниты и протестанты | Проживают в северной и северо-западной части провинции. В состав кубу входят близкие к ним лубу, улу, мамаки, батины, акиты, бенуа, дараты, гунунги, утаны, рава, лепары, сакеи, таланги и тамбусы. |
| Батавцы                                                          | Сунниты, протестанты и католики                                   | Проживают в крупных городах и районах плантационного хозяйства. |
| Мадурцы                                                          | Сунниты                                                           | Проживают в крупных городах и районах плантационного хозяйства. |
| Чиребонцы                                                        | Сунниты                                                           | Проживают в крупных городах и районах плантационного хозяйства. |
| Арабы                                                            | Сунниты                                                           | Проживают в Палембанге. |
| Индийцы                                                          | Индуисты и сунниты                                                | Проживают в Палембанге. |

### Банка-Белитунг
Население — 1,223 млн человек (2010 год). По состоянию на 2000 год крупнейшими народами являлись малайцы (71,9 %), китайцы (11,5 %), яванцы (5,8 %), бугисы (2,7 %) и мадурцы (1,1 %).
По состоянию на 2010 год в Банка-Белитунг проживали местные народы и этнические группы, включая суб-группы малайцев и прочих выходцев с Суматры (841,7 тыс.), яванцы (101,6 тыс.), китайцы (99,6 тыс.), выходцы из Южной Суматры (47,9 тыс.), бугисы (33,6 тыс.), сунды (18,9 тыс.), прочие малайцы (18,6 тыс.), мадурцы (15,4 тыс.), батаки (9,4 тыс.), прочие выходцы с Сулавеси (7,1 тыс.), выходцы из Лампунга (4,7 тыс.), минангкабау (4,2 тыс.), выходцы с Восточных Малых Зондских островов (3,3 тыс.) и батавцы (2,1 тыс.).
| Этническая группа                             | Вероисповедание                                                 | Район расселения |
| --------------------------------------------- | --------------------------------------------------------------- | --- |
| Малайцы банка, белитунг (билитон) и палембанг | Сунниты                                                         | Относятся к индонезийским малайцам. Проживают в прибрежных районах островов Банка и Белитунг.                                      |
| Яванцы                                        | Сунниты                                                         | Проживают в крупных городах и районах плантационного хозяйства.                                                                    |
| Китайцы                                       | Католики, протестанты, буддисты и конфуцианцы                   | Проживают в Панкалпинанге, Тобоали, Мунтоке, Танджунгпандане, Манггаре и других крупных городах. Среди китайцев преобладают хакка. |
| Бугисы или буги                               | Сунниты                                                         | Проживают в крупных городах и районах плантационного хозяйства.                                                                    |
| Сунды                                         | Сунниты                                                         | Проживают в крупных городах и районах плантационного хозяйства.                                                                    |
| Мадурцы                                       | Сунниты                                                         | Проживают в крупных городах и районах плантационного хозяйства.                                                                    |
| Оранг-лауты баджао, сангкаи и лом             | Сунниты с элементами традиционных верований (особенно анимизма) | Сангкаи проживают на островах Банка, Белитунг и Лепар.                                                                             |
| Батаки                                        | Сунниты и протестанты с элементами традиционных верований       | Проживают в крупных городах и районах плантационного хозяйства.                                                                    |
| Минангкабау                                   | Сунниты                                                         | Проживают в крупных городах и районах плантационного хозяйства.                                                                    |
| Батавцы                                       | Сунниты, протестанты и католики                                 | Проживают в крупных городах и районах плантационного хозяйства.                                                                    |
| Арабы                                         | Сунниты                                                         | Проживают в Мунтоке. |

### Бенкулу
Население — 1,715 млн человек (2010 год). По состоянию на 2000 год крупнейшими народами являлись яванцы (22,3 %), реджанги (21,4 %), сераваи (17,9 %), малайцы (7,9 %) и лебонги (4,9 %).
По состоянию на 2010 год в Бенкулу проживали местные народы и этнические группы, включая реджангов, сераваев, лебонгов и прочих выходцев с Суматры (942,0 тыс.), яванцы (387,3 тыс.), выходцы из Южной Суматры (144,2 тыс.), минангкабау (71,5 тыс.), сунды (52,5 тыс.), малайцы (48,3 тыс.), батаки (33,0 тыс.), выходцы из Лампунга (6,2 тыс.), балийцы (4,3 тыс.), бугисы (3,7 тыс.), выходцы из Джамби (3,4 тыс.), китайцы (2,9 тыс.), мадурцы (2,4 тыс.) и прочие выходцы с Калимантана (2,2 тыс.).
| Этническая группа         | Вероисповедание                                                           | Район расселения |
| ------------------------- | ------------------------------------------------------------------------- | --- |
| Яванцы                    | Сунниты                                                                   | Проживают в крупных городах и районах плантационного хозяйства.                                                                                                  |
| Реджанги                  | Сунниты, небольшая часть — протестанты и приверженцы местных культов      | Проживают в приморских районах провинции (округа Реджанг-Лебонг, Северный Бенкулу, Кепахианг, Лебонг и Центральный Бенкулу).                                     |
| Сераваи                   | Сунниты с элементами индуизма и традиционных верований                    | Относятся к среднесуматранским малайцам, проживают в приморских районах провинции.                                                                               |
| Малайцы бенкулу и пасемах | Сунниты, у пасемах встречаются элементы индуизма и традиционных верований | Бенкулу (бенгкулу), эним и семендо относятся к индонезийским малайцам и проживают в крупных приморских городах, пасемах — на границе с провинцией Южная Суматра. |
| Лебонги или лембак        | Сунниты с элементами индуизма и традиционных верований                    | Проживают в приморских районах провинции (округа Лебонг и Реджанг-Лебонг).                                                                                       |
| Минангкабау               | Сунниты                                                                   | Проживают в крупных городах и районах плантационного хозяйства.                                                                                                  |
| Сунды                     | Сунниты                                                                   | Проживают в крупных городах и районах плантационного хозяйства.                                                                                                  |
| Батаки                    | Сунниты и протестанты с элементами традиционных верований                 | Проживают в крупных городах и районах плантационного хозяйства.                                                                                                  |
| Балийцы                   | Индуисты                                                                  | Проживают в крупных городах и районах плантационного хозяйства.                                                                                                  |
| Бугисы или буги           | Сунниты                                                                   | Проживают в крупных городах и районах плантационного хозяйства.                                                                                                  |
| Китайцы                   | Католики, протестанты и буддисты                                          | Проживают в Бенкулу и других крупных городах. |
| Мадурцы                   | Сунниты                                                                   | Проживают в крупных городах и районах плантационного хозяйства.                                                                                                  |
| Индийцы                   | Индуисты и сунниты                                                        | Проживают в Бенкулу. |
| Энгганцы или энгано       | Сунниты и католики с элементами традиционных верований                    | Основное население острова Энгано. |

### Лампунг
Население — 7,608 млн человек (2010 год). По состоянию на 2000 год крупнейшими народами являлись яванцы (61,9 %), сунды (8,8 %), пеминггиры (6,4 %), пепадуны (4,2 %) и малайцы (3,5 %).
По состоянию на 2010 год в Лампунге проживали яванцы (4,857 млн), местные народы и этнические группы, включая лампунгов (1,028 млн), сунды (728,7 тыс.), выходцы из Южной Суматры (409,1 тыс.), выходцы из Бантена (172,4 тыс.), балийцы (104,8 тыс.), минангкабау (69,6 тыс.), батаки (52,3 тыс.), китайцы (40,0 тыс.), прочие выходцы с Суматры (30,6 тыс.), бугисы (21,0 тыс.), малайцы (18,2 тыс.), батавцы (9,6 тыс.), чиребонцы (8,4 тыс.), прочие выходцы с Сулавеси (7,7 тыс.), мадурцы (6,1 тыс.), прочие выходцы с Калимантана (3,4 тыс.), выходцы из Ачеха (2,8 тыс.) и выходцы из Папуа (2,2 тыс.).
| Этническая группа                                                                              | Вероисповедание                                                      | Район расселения |
| ---------------------------------------------------------------------------------------------- | -------------------------------------------------------------------- | --- |
| Яванцы                                                                                         | Сунниты                                                              | Проживают в крупных городах и районах плантационного хозяйства, составляют большинство в южной приморской части провинции. |
| Лампунги пеминггиры, пепадуны, абунги (амбунги), пубианы (пабеаны), тулангбаванги и джелмадайя | Сунниты с элементами местных культов, часть — протестанты и католики | Близки к бантенцам и малайцам, проживают в северной части провинции.                                                       |
| Сунды                                                                                          | Сунниты                                                              | Проживают в крупных городах и районах плантационного хозяйства.                                                            |
| Малайцы палембанг и семендо                                                                    | Сунниты                                                              | Проживают в приморских районах провинции.                                                                                  |
| Бантенцы                                                                                       | Сунниты                                                              | Проживают в крупных городах и районах плантационного хозяйства.                                                            |
| Балийцы                                                                                        | Индуисты                                                             | Проживают в крупных городах и районах плантационного хозяйства.                                                            |
| Минангкабау                                                                                    | Сунниты                                                              | Проживают в крупных городах и районах плантационного хозяйства.                                                            |
| Батаки                                                                                         | Сунниты и протестанты с элементами традиционных верований            | Проживают в крупных городах и районах плантационного хозяйства.                                                            |
| Китайцы                                                                                        | Католики, протестанты и буддисты                                     | Проживают в Бандар-Лампунге и других крупных городах.                                                                      |
| Бугисы или буги                                                                                | Сунниты                                                              | Проживают в крупных городах и районах плантационного хозяйства.                                                            |
| Батавцы                                                                                        | Сунниты, протестанты и католики                                      | Проживают в крупных городах и районах плантационного хозяйства.                                                            |
| Чиребонцы                                                                                      | Сунниты                                                              | Проживают в крупных городах и районах плантационного хозяйства.                                                            |
| Мадурцы                                                                                        | Сунниты                                                              | Проживают в крупных городах и районах плантационного хозяйства.                                                            |
| Кроэ                                                                                           | Сунниты с элементами индуизма и традиционных верований               | Проживают в юго-западной части провинции.                                                                                  |

## Ява и прилегающие острова

### Бантен
Население — 10,632 млн человек (2010 год). По состоянию на 2000 год крупнейшими народами и этническими группами являлись бантенцы (46,9 %), сунды (22,7 %), яванцы (12,2 %), батавцы (9,6 %) и китайцы (1,1 %).
По состоянию на 2010 год в Бантене проживали местные народы и этнические группы, включая бантенцев (4,322 млн), сунды (2,402 млн), яванцы (1,657 млн), батавцы (1,365 млн), китайцы (183,7 тыс.), батаки (139,2 тыс.), минангкабау (95,8 тыс.), малайцы (87,4 тыс.), выходцы из Лампунга (69,9 тыс.), выходцы из Южной Суматры (64,8 тыс.), чиребонцы (41,6 тыс.), прочие выходцы с Суматры (20,5 тыс.), бугисы (15,1 тыс.), прочие выходцы с Калимантана (14,7 тыс.), прочие выходцы с Западных Малых Зондских островов (13,5 тыс.), выходцы из Ачеха (12,6 тыс.), прочие выходцы с Сулавеси (12,6 тыс.), выходцы с Молукк (11,4 тыс.), выходцы с Восточных Малых Зондских островов (9,8 тыс.), мадурцы (9,4 тыс.), минахасцы (8,3 тыс.), балийцы (8,0 тыс.), выходцы из Папуа (7,9 тыс.), даяки (7,8 тыс.), макасары (5,5 тыс.), выходцы из Джамби (5,2 тыс.), ниасцы (3,0 тыс.) и банджары (2,5 тыс.).
| Этническая группа   | Вероисповедание                                                          | Район расселения                                                         |
| ------------------- | ------------------------------------------------------------------------ | ------------------------------------------------------------------------ |
| Бантенцы            | Сунниты с элементами местных верований                                   | Близки к сундам, проживают на северном побережье провинции.              |
| Сунды               | Сунниты и приверженцы суфизма с элементами местных верований             | Проживают на западном и южном побережье провинции.                       |
| Яванцы              | Сунниты                                                                  | Проживают в крупных городах и районах плантационного хозяйства.          |
| Батавцы             | Сунниты, протестанты и католики                                          | Проживают в Тангеранге, Тангеранг-Селатане и других пригородах Джакарты. |
| Китайцы             | Католики, протестанты и буддисты                                         | Проживают в Тангеранге и других крупных городах.                         |
| Батаки тапанули     | Сунниты и протестанты с элементами традиционных верований                | Проживают в крупных городах и районах плантационного хозяйства.          |
| Минангкабау         | Сунниты                                                                  | Проживают в крупных городах и районах плантационного хозяйства.          |
| Малайцы             | Сунниты                                                                  | Проживают в прибрежных городах.                                          |
| Чиребонцы           | Сунниты                                                                  | Проживают в крупных городах и районах плантационного хозяйства.          |
| Бугисы или буги     | Сунниты                                                                  | Проживают в крупных городах и районах плантационного хозяйства.          |
| Бадуи или каджуроан | Приверженцы синкретизма с элементами культа предков, индуизма и буддизма | Близки к сундам, проживают в горных районах округа Лебак.                |
| Лампунги            | Сунниты                                                                  | Проживают в крупных городах и районах плантационного хозяйства.          |
| Ачехцы              | Сунниты                                                                  | Проживают в крупных городах и районах плантационного хозяйства.          |
| Мадурцы             | Сунниты                                                                  | Проживают в крупных городах и районах плантационного хозяйства.          |
| Минахасцы           | Протестанты, часть — католики и сунниты                                  | Проживают в крупных городах и районах плантационного хозяйства.          |
| Балийцы             | Индуисты                                                                 | Проживают в крупных городах и районах плантационного хозяйства.          |
| Даяки               | Протестанты, католики, сунниты и приверженцы традиционных верований      | Проживают в крупных городах и районах плантационного хозяйства.          |
| Макасары            | Сунниты                                                                  | Проживают в крупных городах и районах плантационного хозяйства.          |
| Ниасцы              | Протестанты, католики и сунниты с элементами традиционных верований      | Проживают в крупных городах и районах плантационного хозяйства.          |
| Банджары            | Сунниты                                                                  | Проживают в крупных городах и районах плантационного хозяйства.          |
| Корейцы             | Католики, протестанты и буддисты                                         | Проживают в Тангеранге.                                                  |

### Джакарта
Население — 9,607 млн человек (2010 год). По состоянию на 2000 год крупнейшими народами являлись яванцы (35,1 %), батавцы (27,6 %), сунды (15,3 %), китайцы (5,5 %) и батаки (3,6 %).
По состоянию на 2010 год в Джакарте проживали яванцы (3,453 млн), батавцы (2,701 млн), сунды (1,395 млн), китайцы (632,4 тыс.), батаки (326,6 тыс.), минангкабау (272,0 тыс.), малайцы (92,1 тыс.), мадурцы (79,9 тыс.), выходцы из Южной Суматры (72,0 тыс.), бугисы (68,2 тыс.), выходцы из Лампунга (45,2 тыс.), выходцы с Молукк (45,1 тыс.), минахасцы (36,9 тыс.), прочие выходцы с Калимантана (32,5 тыс.), прочие выходцы с Сулавеси (32,3 тыс.), выходцы из Ачеха (30,3 тыс.), макасары (29,4 тыс.), выходцы с Восточных Малых Зондских островов (29,1 тыс.), выходцы из Бантена (28,5 тыс.), прочие выходцы с Суматры (24,1 тыс.), прочие выходцы с Западных Малых Зондских островов (22,3 тыс.), даяки (19,0 тыс.), балийцы (15,1 тыс.), выходцы из Папуа (14,2 тыс.), банджары (8,5 тыс.), выходцы из Джамби (7,6 тыс.), чиребонцы (5,8 тыс.), ниасцы (4,5 тыс.), горонтало (4,4 тыс.) и сасаки (2,6 тыс.).
Помимо этого, в Джакарте и пригородах, расположенных в провинциях Бантен и Западная Ява, проживает значительное число экспатов, подавляющее большинство которых не является гражданами Индонезии. Среди них наиболее крупными являются общины корейцев, японцев, американцев, голландцев, англичан, австралийцев, малайзийцев, немцев и канадцев. Кроме того, в Джакарте проживает небольшая община индонезийцев армянского происхождения.
| Этническая группа             | Вероисповедание | Район расселения |
| ----------------------------- | --- | --- |
| Яванцы                        | Сунниты, небольшая часть — протестанты, католики и исмаилиты                                                                                       | Проживают во всех районах города. |
| Батавцы                       | Сунниты, католики и протестанты (реформаты, лютеране, пятидесятники, адвентисты седьмого дня, прихожане Армии спасения и Церкви полного евангелия) | Метисная группа, в формировании которой принимали участие малайцы, китайцы, яванцы и сунды, а также мадурцы, балийцы, минангкабау, амбонцы, европейцы, арабы и индийцы (по культуре близки к малайцам). Проживают во всех районах города. |
| Сунды                         | Сунниты | Проживают во всех районах города. |
| Китайцы                       | Католики, протестанты, буддисты и конфуцианцы | Проживают в Глодоке (Западная Джакарта) и других районах города. Среди китайцев преобладают перанакан. |
| Батаки тапанули и мандайлинги | Сунниты и протестанты с элементами традиционных верований                                                                                          | |
| Минангкабау                   | Сунниты | |
| Малайцы                       | Сунниты | Относятся к индонезийским малайцам, крупнейшей субэтнической группой являются малайцы-палембанг. |
| Мадурцы                       | Сунниты | |
| Бугисы или буги               | Сунниты | |
| Амбонцы                       | Протестанты, католики и сунниты | |
| Минахасцы                     | Протестанты, часть — католики и сунниты | |
| Макасары                      | Сунниты | |
| Ачехцы                        | Сунниты | |
| Бантенцы                      | Сунниты | |
| Даяки                         | Протестанты, католики, сунниты и приверженцы традиционных верований                                                                                | |
| Балийцы                       | Индуисты | |
| Банджары                      | Сунниты | |
| Лампунги                      | Сунниты | |
| Корейцы                       | Католики, протестанты и буддисты | Проживают в корейском квартале (Южная Джакарта) и других районах города. |
| Индийцы                       | Индуисты (тамилы, телугу), сунниты (гуджаратцы, бенгальцы) и католики, небольшая часть — шииты и приверженцы ахмадие                               | Среди индийцев преобладают тамилы (также встречаются гуджаратцы, бенгальцы, пенджабцы, телугу). |
| Арабы                         | Сунниты | Среди арабов преобладают потомки выходцев из Хадрамаута. |
| Индо или евразийцы            | Сунниты, протестанты и католики | Метисная группа индонезийско-голландского происхождения. Проживают в Северной Джакарте и других районах города. |
| Пакистанцы                    | Сунниты, небольшая часть — шииты и приверженцы ахмадие                                                                                             | Среди пакистанцев преобладают пенджабцы и синдхи. |
| Чиребонцы                     | Сунниты | |
| Ниасцы                        | Протестанты, католики и сунниты с элементами традиционных верований                                                                                | |
| Горонтало                     | Сунниты, часть — протестанты и католики | |
| Сасаки                        | Сунниты, часть — индуисты и протестанты | |

### Западная Ява
Население — 43,053 млн человек (2010 год). По состоянию на 2000 год крупнейшими народами и этническими группами являлись сунды (73,7 %), яванцы (11,0 %), батавцы (5,3 %), чиребонцы (5,3) и батаки (0,8 %).
По состоянию на 2010 год в Западной Яве проживали сунды (30,890 млн), яванцы (5,710 млн), батавцы (2,664 млн), чиребонцы (1,813 млн), батаки (467,4 тыс.), китайцы (254,9 тыс.), минангкабау (241,2 тыс.), малайцы (190,2 тыс.), выходцы из Южной Суматры (95,5 тыс.), выходцы из Лампунга (92,8 тыс.), выходцы из Бантена (60,9 тыс.), прочие выходцы с Суматры (48,5 тыс.), выходцы с Молукк (47,9 тыс.), мадурцы (43,0 тыс.), прочие выходцы с Сулавеси (39,7 тыс.), выходцы из Папуа (36,4 тыс.), выходцы из Ачеха (35,0 тыс.), бугисы (34,5 тыс.), прочие выходцы с Калимантана (31,1 тыс.), минахасцы (30,1 тыс.), выходцы с Восточных Малых Зондских островов (29,2 тыс.), балийцы (20,8 тыс.), даяки (18,2 тыс.), макасары (16,6 тыс.), выходцы из Джамби (14,8 тыс.), прочие выходцы с Западных Малых Зондских островов (14,0 тыс.), банджары (9,4 тыс.), ниасцы (7,9 тыс.), горонтало (4,7 тыс.) и сасаки (3,8 тыс.).
| Этническая группа  | Вероисповедание | Район расселения |
| ------------------ | --- | --- |
| Сунды или сунданцы | Сунниты, махдиты и приверженцы суфизма (орден шаттария) с элементами местных верований, небольшая часть — протестанты и католики | Проживают в центральной и южной части провинции. В крупных городах и восточной части провинции имеются значительные группы смешанного сунданско-яванского происхождения. |
| Яванцы             | Сунниты и приверженцы суфизма (ордена накшбандия и кадирия) с элементами местных верований                                       | Проживают в северной и восточной части провинции, а также в крупных городах (часть яванцев относится к группе баньюмасанцев или банджумасцев).                           |
| Батавцы            | Сунниты, протестанты и католики                                                                                                  | Проживают в Бекаси, Депоке, округе Бекаси и других пригородах Джакарты.                                                                                                  |
| Чиребонцы          | Сунниты | Близки к яванцам и сундам. Проживают в районе города Чиребон, а также в округах Чиребон, Индрамаю, Маджаленгка и Кунинган.                                               |
| Батаки тапанули    | Сунниты и протестанты с элементами традиционных верований                                                                        | Проживают в крупных городах и районах плантационного хозяйства. |
| Китайцы            | Католики, протестанты, буддисты и конфуцианцы                                                                                    | Проживают в Бекаси, Депоке, Бандунге, Богоре, Тасикмалае, Чиребоне, Сукабуми и других крупных городах.                                                                   |
| Минангкабау        | Сунниты | Проживают в крупных городах и районах плантационного хозяйства. |
| Малайцы            | Сунниты | Проживают в Бандунге и других крупных городах. |
| Бантенцы           | Сунниты | Проживают в крупных городах и районах плантационного хозяйства. |
| Мадурцы            | Сунниты | Проживают в крупных городах и районах плантационного хозяйства. |
| Амбонцы            | Протестанты и сунниты | Проживают в пригородах Джакарты и других крупных городах. |
| Бугисы или буги    | Сунниты | Проживают в крупных городах и районах плантационного хозяйства. |
| Ачехцы             | Сунниты | Проживают в крупных городах и районах плантационного хозяйства. |
| Минахасцы          | Протестанты, часть — католики и сунниты                                                                                          | Проживают в пригородах Джакарты и других крупных городах. |
| Балийцы            | Индуисты | Проживают в пригородах Джакарты и других крупных городах. |
| Даяки              | Протестанты, католики, сунниты и приверженцы традиционных верований                                                              | Проживают в крупных городах и районах плантационного хозяйства. |
| Лампунги           | Сунниты | Проживают в крупных городах и районах плантационного хозяйства. |
| Макасары           | Сунниты | Проживают в крупных городах и районах плантационного хозяйства. |
| Банджары           | Сунниты | Проживают в крупных городах и районах плантационного хозяйства. |
| Индийцы            | Индуисты и сунниты | Проживают в Бандунге и других крупных городах. Среди индийцев преобладают тамилы.                                                                                        |
| Арабы              | Сунниты | Проживают в Бандунге и других крупных городах. |
| Корейцы            | Католики, протестанты и буддисты                                                                                                 | Проживают в Бандунге и пригородах Джакарты. |
| Индо или евразийцы | Сунниты, протестанты и католики                                                                                                  | Метисная группа индонезийско-голландского происхождения. Проживают в Бандунге, Депоке и других крупных городах.                                                          |
| Ниасцы             | Протестанты, католики и сунниты с элементами традиционных верований                                                              | Проживают в крупных городах и районах плантационного хозяйства. |

### Центральная Ява
Население — 32,382 млн человек (2010 год). По состоянию на 2000 год крупнейшими народами являлись яванцы (97,9 %), сунды (1,0 %), китайцы (0,5 %), батаки (0,05 %) и мадурцы (0,05 %).
По состоянию на 2010 год в Центральной Яве проживали яванцы (31,561 млн), сунды (451,3 тыс.), китайцы (139,9 тыс.), батаки (24,3 тыс.), мадурцы (12,9 тыс.), выходцы из Лампунга (11,7 тыс.), батавцы (9,5 тыс.), малайцы (9,0 тыс.), минангкабау (8,6 тыс.), прочие выходцы с Сулавеси (4,8 тыс.), выходцы из Южной Суматры (4,5 тыс.), выходцы с Молукк (4,5 тыс.), бугисы (4,4 тыс.), выходцы с Восточных Малых Зондских островов (4,3 тыс.), выходцы из Папуа (4,2 тыс.), даяки (4,0 тыс.), балийцы (3,5 тыс.), прочие выходцы с Суматры (2,5 тыс.), банджары (2,3 тыс.), выходцы из Ачеха (2,2 тыс.) и прочие выходцы с Калимантана (2,2 тыс.).
| Этническая группа | Вероисповедание | Район расселения |
| ----------------- | --- | --- |
| Яванцы            | Сунниты с элементами местных верований, небольшая часть — махдиты, протестанты (в том числе прихожане Протестантской церкви Нидерландов), католики, индуисты и буддисты | Составляют подавляющее большинство во всех округах и городах провинции. Группа баньюмасанцев (банджумасцев) проживает в округах Банджумас, Бребес, Чилачап, Кебумен, Баньарнегара, Пурбалингга, Пемаланг и Тегал. |
| Сунды             | Сунниты с элементами местных верований | Проживают в восточных районах провинции (округа Чилачап, Банджумас и Бребес). |
| Китайцы           | Католики, протестанты, буддисты и конфуцианцы | Проживают в Семаранге, Суракарте, Пекалонгане, Тегале, Магеланге, Кудусе, Рембанге, Салатиге и других крупных городах.                                                                                            |
| Батаки тапанули   | Сунниты и протестанты с элементами традиционных верований | Проживают в крупных городах и районах плантационного хозяйства. |
| Мадурцы           | Сунниты | Проживают в крупных городах и районах плантационного хозяйства. |
| Арабы             | Сунниты | Проживают в Семаранге, Кудусе и других крупных городах. |
| Батавцы           | Сунниты, протестанты и католики | Проживают в крупных городах и районах плантационного хозяйства. |
| Малайцы           | Сунниты | Проживают в Семаранге и других крупных городах. |
| Минангкабау       | Сунниты | Проживают в крупных городах и районах плантационного хозяйства. |
| Бугисы или буги   | Сунниты | Проживают в крупных городах и районах плантационного хозяйства. |
| Даяки             | Протестанты, католики, сунниты и приверженцы традиционных верований | Проживают в крупных городах и районах плантационного хозяйства. |
| Балийцы           | Индуисты | Проживают в крупных городах и районах плантационного хозяйства. |
| Банджары          | Сунниты | Проживают в крупных городах и районах плантационного хозяйства. |

### Джокьякарта
Население — 3,457 млн человек (2010 год). По состоянию на 2000 год крупнейшими народами являлись яванцы (96,8 %), сунды (0,5 %), малайцы (0,3 %), китайцы (0,3 %) и батаки (0,25 %).
По состоянию на 2010 год в Джокьякарте проживали яванцы (3,331 млн), сунды (23,7 тыс.), малайцы (15,4 тыс.), китайцы (11,5 тыс.), батаки (9,8 тыс.), мадурцы (5,3 тыс.), минангкабау (5,1 тыс.), выходцы с Восточных Малых Зондских островов (4,2 тыс.), даяки (3,8 тыс.), выходцы из Южной Суматры (3,6 тыс.), балийцы (3,5 тыс.), выходцы из Папуа (3,5 тыс.), бугисы (3,3 тыс.), прочие выходцы с Сулавеси (3,3 тыс.), выходцы с Молукк (3,1 тыс.), выходцы из Лампунга (2,5 тыс.), банджары (2,5 тыс.), батавцы (2,4 тыс.) и сасаки (2,3 тыс.).
| Этническая группа | Вероисповедание                                                                                  | Район расселения                                            |
| ----------------- | ------------------------------------------------------------------------------------------------ | ----------------------------------------------------------- |
| Яванцы            | Сунниты, небольшая часть — протестанты (в том числе прихожане Христианской церкви Восточной Явы) | Проживают во всех районах города.                           |
| Сунды             | Сунниты                                                                                          |                                                             |
| Малайцы           | Сунниты                                                                                          |                                                             |
| Китайцы           | Католики, протестанты и буддисты                                                                 | Проживают вокруг улицы Малиоборо и в других районах города. |
| Батаки тапанули   | Сунниты и протестанты с элементами традиционных верований                                        |                                                             |
| Мадурцы           | Сунниты                                                                                          |                                                             |
| Минангкабау       | Сунниты                                                                                          |                                                             |
| Даяки             | Протестанты, католики, сунниты и приверженцы традиционных верований                              |                                                             |
| Балийцы           | Индуисты                                                                                         |                                                             |
| Бугисы или буги   | Сунниты                                                                                          |                                                             |
| Банджары          | Сунниты                                                                                          |                                                             |
| Батавцы           | Сунниты, протестанты и католики                                                                  |                                                             |
| Сасаки            | Сунниты, часть — индуисты и протестанты                                                          |                                                             |

### Восточная Ява
Население — 37,476 млн человек (2010 год). По состоянию на 2000 год крупнейшими народами и этническими группами являлись яванцы (78,7 %), мадурцы (18,1 %), осинги (0,9 %), китайцы (0,6 %) и бавеанцы (0,2 %).
По состоянию на 2010 год в Восточной Яве проживали яванцы (30,019 млн), мадурцы (6,520 млн), китайцы (244,4 тыс.), батаки (56,3 тыс.), сунды (46,2 тыс.), прочие выходцы с Сулавеси (45,5 тыс.), выходцы с Восточных Малых Зондских островов (31,3 тыс.), выходцы из Лампунга (28,5 тыс.), бугисы (20,7 тыс.), балийцы (20,3 тыс.), выходцы с Молукк (17,7 тыс.), выходцы из Папуа (16,1 тыс.), банджары (12,4 тыс.), малайцы (11,6 тыс.), даяки (10,9 тыс.), прочие выходцы с Западных Малых Зондских островов (10,1 тыс.), выходцы из Ачеха (8,8 тыс.), батавцы (8,7 тыс.), прочие выходцы с Суматры (8,4 тыс.), минангкабау (6,6 тыс.), прочие выходцы с Калимантана (6,3 тыс.), выходцы из Южной Суматры (5,7 тыс.), минахасцы (4,9 тыс.), сасаки (4,3 тыс.) и макасары (4,1 тыс.). Кроме того, в Сурабае проживают относительно крупные общины экспатов (корейцы, японцы, американцы, голландцы и англичане) и небольшие общины индонезийцев армянского и еврейского происхождения.
| Этническая группа    | Вероисповедание | Район расселения |
| -------------------- | --- | --- |
| Яванцы               | Сунниты с элементами местных верований, небольшая часть — протестанты (в том числе прихожане Христианской церкви Восточной Явы), католики и буддисты, часть осингов — индуисты | Проживают во всех округах и городах провинции. Группа осингов (усингов), близкая к яванцам и балийцам, проживает в округе Баньуванги. |
| Мадурцы              | Сунниты с элементами местных верований, небольшая часть — католики | Составляют основное население островов Мадура, Сапуди, Раас и Кангеан, также проживают в Сурабае и других крупных городах, прибрежных районах округов Гресик, Пасуруан, Проболинго и Ситубондо. В крупных городах и на пограничных этнических территориях имеются значительные группы смешанного явано-мадурского происхождения. |
| Китайцы              | Католики, протестанты, буддисты и конфуцианцы | Проживают в Сурабае, Сидоарджо, Пасуруане, Проболинго, Маланге, Кедири, Бондовосо, Моджокерто, Ситубондо и других крупных городах. |
| Бавеанцы или бояны   | Сунниты | Близки к мадурцам, яванцам и малайцам, составляют основное население острова Бавеан. |
| Батаки               | Сунниты и протестанты с элементами традиционных верований | Проживают в крупных городах и районах плантационного хозяйства. |
| Сунды                | Сунниты | Проживают в Сурабае и других крупных городах. |
| Тенгеры или тенггеры | Индуисты с элементами буддизма и традиционных верований | Близки к яванцам, проживают в районе горного массива Тенгер (округа Пасуруан, Проболинго, Лумаджанг и Маланг). |
| Арабы                | Сунниты | Проживают в Сурабае, Маланге и других крупных городах. |
| Бугисы или буги      | Сунниты | Проживают в крупных городах и районах плантационного хозяйства. |
| Балийцы              | Индуисты | Проживают в Сурабае и других крупных городах. |
| Банджары             | Сунниты | Проживают в крупных городах и районах плантационного хозяйства. |
| Малайцы              | Сунниты | Проживают в Сурабае и других крупных прибрежных городах. |
| Даяки                | Протестанты, католики, сунниты и приверженцы традиционных верований | Проживают в крупных городах и районах плантационного хозяйства. |
| Батавцы              | Сунниты, протестанты и католики | Проживают в крупных городах и районах плантационного хозяйства. |
| Минангкабау          | Сунниты | Проживают в крупных городах и районах плантационного хозяйства. |
| Индийцы              | Индуисты и сунниты | Проживают в Сурабае и других крупных городах. |
| Индо или евразийцы   | Сунниты, протестанты и католики | Метисная группа индонезийско-голландского происхождения. Проживают в Маланге и других крупных городах. |

## Малые Зондские острова

### Бали
Население — 3,890 млн человек (2010 год). По состоянию на 2000 год крупнейшими народами и этническими группами являлись балийцы (88,8 %), яванцы (6,8 %), балиага (0,6 %), мадурцы (0,6 %) и малайцы (0,5 %).
По состоянию на 2010 год на Бали проживали балийцы (3,336 млн), яванцы (372,5 тыс.), мадурцы (29,8 тыс.), малайцы (22,9 тыс.), сасаки (22,6 тыс.), выходцы с Восточных Малых Зондских островов (19,7 тыс.), китайцы (15,0 тыс.), сунды (11,6 тыс.), бугисы (9,3 тыс.), батаки (6,5 тыс.), прочие выходцы с Калимантана (6,1 тыс.), выходцы из Папуа (4,2 тыс.), прочие выходцы с Сулавеси (3,9 тыс.), выходцы с Молукк (2,9 тыс.), выходцы из Лампунга (2,6 тыс.), минангкабау (2,1 тыс.) и батавцы (2,0 млн).
| Этническая группа | Вероисповедание | Район расселения |
| ----------------- | --- | --- |
| Балийцы           | Индуисты с элементами культа предков, небольшая часть — протестанты и католики, балиага придерживаются традиционных верований | Близки к восточным яванцам, преобладают во всех округах и городах провинции (острова Бали и Нуса-Пенида). Группа балиага проживает в восточном округе Карангасем, в районе вулкана Батур. |
| Яванцы            | Сунниты | Проживают в крупных городах и районах плантационного хозяйства. |
| Мадурцы           | Сунниты | Проживают в крупных городах и районах плантационного хозяйства. |
| Малайцы лолоан    | Сунниты | Проживают в округе Джембрана. |
| Сасаки            | Сунниты, часть — индуисты, протестанты и приверженцы традиционных верований                                                   | Проживают в крупных городах и районах плантационного хозяйства. |
| Китайцы           | Католики, протестанты, буддисты и конфуцианцы                                                                                 | Проживают в Денпасаре, Сингарадже и других крупных городах. |
| Сунды             | Сунниты | Проживают в крупных городах и районах плантационного хозяйства. |
| Бугисы или буги   | Сунниты | Проживают в крупных городах и районах плантационного хозяйства. |
| Батаки            | Сунниты и протестанты с элементами традиционных верований                                                                     | Проживают в крупных городах и районах плантационного хозяйства. |
| Минангкабау       | Сунниты | Проживают в крупных городах и районах плантационного хозяйства. |
| Батавцы           | Сунниты, протестанты и католики                                                                                               | Проживают в крупных городах и районах плантационного хозяйства. |
| Арабы             | Сунниты | Проживают в крупных городах. |

### Западные Малые Зондские острова
Население — 4,500 млн человек (2010 год). По состоянию на 2000 год крупнейшими народами являлись сасаки (67,7 %), бима (13,4 %), сумбавцы (8,3 %), балийцы (2,6 %) и домпуаны (2,4 %).
По состоянию на 2010 год на Западных Малых Зондских островах проживали сасаки (3,033 млн), прочие местные народы и этнические группы (1,156 млн), балийцы (119,4 тыс.), яванцы (78,9 тыс.), прочие выходцы с Сулавеси (26,5 тыс.), бугисы (19,9 тыс.), выходцы с Восточных Малых Зондских островов (12,0 тыс.), китайцы (7,4 тыс.), сунды (4,5 тыс.), прочие выходцы с Калимантана (4,3 тыс.), выходцы из Папуа (2,3 тыс.), мадурцы (2,1 тыс.), прочие выходцы с Суматры (2,1 тыс.) и макасары (2,0 тыс.).
| Этническая группа                | Вероисповедание | Район расселения |
| -------------------------------- | --- | --- |
| Сасаки                           | Сунниты, часть — индуисты, протестанты и приверженцы традиционных верований, группа бодха — приверженцы синкретического движения, объединяющего индуизм и местные культы | Проживают в восточной части острова Ломбок (округа Восточный Ломбок, Центральный Ломбок, Северный Ломбок), Матараме и западной части острова Сумбава (округ Западная Сумбава). Во внутренних районах Ломбока проживает группа бодха. |
| Бима                             | Сунниты, часть — протестанты и приверженцы традиционных верований | Проживают в восточной части острова Сумбава (округ Бима). К бима близки донгго, домпу и коло. |
| Сумбавцы или сумбаванцы (семава) | Сунниты, часть — приверженцы традиционных верований | Близки к балийцам и сасакам, проживают в западной и центральной части острова Сумбава (округа Сумбава и Западная Сумбава), а также в Матараме.                                                                                       |
| Балийцы                          | Индуисты | Проживают в западной части острова Ломбок (преимущественно в районе Матарама). |
| Домпуаны или домпу               | Сунниты | Близки к бима, проживают в восточной части острова Сумбава (округ Домпу). |
| Яванцы                           | Сунниты, часть — индуисты | Проживают в крупных городах и районах плантационного хозяйства на острове Ломбок. |
| Донгго или додонгго              | Сунниты, часть — протестанты и приверженцы традиционных верований | Близки к бима, проживают в горах восточной части острова Сумбава. |
| Бугисы или буги                  | Сунниты | Проживают в крупных городах и районах плантационного хозяйства. |
| Китайцы                          | Католики, протестанты, буддисты и конфуцианцы | Проживают в Матараме, Биме и других крупных городах. |
| Сунды                            | Сунниты | Проживают в крупных городах и районах плантационного хозяйства. |
| Мадурцы                          | Сунниты | Проживают в крупных городах и районах плантационного хозяйства. |
| Макасары                         | Сунниты | Проживают в крупных городах и районах плантационного хозяйства. |
| Индийцы                          | Индуисты и сунниты | Проживают в Матараме и других крупных городах. |
| Арабы                            | Сунниты | Проживают в Матараме. |

### Восточные Малые Зондские острова
Население — 4,683 млн человек (2010 год). По состоянию на 2000 год крупнейшими народами являлись атони метто (15,0 %), манггараи (14,9 %), сумбанцы (13,2 %), атони даваны (6,2 %) и ламахолот (5,4 %).
По состоянию на 2010 год на Восточных Малых Зондских островах проживали местные народы и этнические группы (3,793 млн), прочие выходцы с Калимантана (678,1 тыс.), яванцы (54,5 тыс.), прочие выходцы с Сулавеси (41,5 тыс.), бугисы (22,5 тыс.), прочие выходцы с Западных Малых Зондских островов (18,8 тыс.), выходцы из Папуа (14,2 тыс.), выходцы с Молукк (11,6 тыс.), китайцы (8,0 тыс.), балийцы (6,5 тыс.), батаки (3,2 тыс.), макасары (2,9 тыс.), минангкабау (2,7 тыс.) и сасаки (2,1 тыс.).
| Этническая группа          | Вероисповедание | Район расселения |
| -------------------------- | --- | --- |
| Атони метто и даваны       | Протестанты, главным образом прихожане Христианской евангелической церкви Тимора, часть — католики, приверженцы традиционных верований и сунниты | Проживают в центральной части юго-западного Тимора (округа Южный Центральный Тимор и Северный Центральный Тимор). |
| Манггараи                  | Католики, часть — сунниты и приверженцы традиционных верований                                                                                   | Проживают в западной части острова Флорес и на островах Комодо и Ринка (округа Западное Манггараи, Манггараи и Восточное Манггараи). На северном побережье западной части Флореса проживает группа риунг.                          |
| Сумбанцы или хумба         | Протестанты (в том числе прихожане Протестантской церкви Нидерландов), часть — католики, приверженцы традиционных верований и сунниты            | Проживают на острове Сумба. На северо-западе имеется группа мамборо, на востоке — ваингапу. |
| Ламахолот или солорцы      | Католики, часть — сунниты и приверженцы традиционных верований                                                                                   | Проживают на островах Солор, Адонара, Ломблен, Комба, а также на крайнем востоке Флореса (округа Восточный Флорес и Лембата). |
| Тетумы или белу            | Католики, часть — приверженцы традиционных верований, протестанты и сунниты                                                                      | Проживают в центральной части Тимора (округ Белу). |
| Ротийцы или роте           | Католики и протестанты, часть — приверженцы традиционных верований и сунниты                                                                     | Проживают на острове Роти (округ Роте Ндао) и юго-западе Тимора (в том числе в Купанге). |
| Лио                        | Католики, часть — приверженцы традиционных верований и сунниты                                                                                   | Близки к энде и сикка, проживают в центральных районах Флореса (округа Энде и Сикка). |
| Сикка или сика             | Католики, часть — приверженцы традиционных верований и сунниты                                                                                   | Близки к лио, проживают в центральных районах Флореса (округ Сикка). |
| Саву или хаву              | Протестанты, часть — приверженцы традиционных верований                                                                                          | Проживают на островах архипелага Саву — Саву, Райджуа, Дана и других (округ Сабу Раиджуа), а также на юго-востоке Сумбы. |
| Папуасы алорцы             | Сунниты, часть — приверженцы традиционных верований и католики                                                                                   | В состав алоро-пантарских народов входят ламма, тева (тейва), благар, недебанг, келон, кабола, куи, кафоа, аданг, абуи, воисика, колана и танглапуи. Проживают на островах архипелага Алор — Алоре, Пантаре и других (округ Алор). |
| Энде или эндехи            | Католики, часть — приверженцы традиционных верований и сунниты                                                                                   | Близки к наге и лио, проживают в центральных районах Флореса (округ Энде). |
| Наге или наге-кео          | Католики, часть — приверженцы традиционных верований и сунниты                                                                                   | Близки к лио, нгада и энде, проживают в центральных районах Флореса (округ Нагекео). |
| Нгада                      | Католики и протестанты, часть — приверженцы традиционных верований и сунниты                                                                     | Близки к манггараи и наге, проживают в центральных районах Флореса (округ Нгада). |
| Яванцы                     | Сунниты | Проживают в крупных городах и районах плантационного хозяйства. |
| Бугисы или буги            | Сунниты | Проживают в крупных городах и районах плантационного хозяйства. |
| Купанги или хелонги (гело) | Католики и протестанты, часть — приверженцы традиционных верований и сунниты                                                                     | Проживают на острове Семау и в прибрежных районах южного Тимора (Купанг и округ Купанг). |
| Ларантуки или ларунтуки    | Католики, сунниты и приверженцы традиционных верований                                                                                           | Проживают на крайнем востоке Флореса (округ Восточный Флорес). |
| Папуасы бунаки или маре    | Приверженцы традиционных верований, часть — католики                                                                                             | Близки к атони и тетумам, проживают в центральной части Тимора (округ Малака). |
| Кемаки                     | Приверженцы традиционных верований, часть — католики                                                                                             | Близки к тетумам, проживают в центральной части Тимора. |
| Амбонцы                    | Протестанты и сунниты | Проживают в Купанге и других крупных городах. |
| Китайцы                    | Католики, протестанты, буддисты и конфуцианцы | Проживают в Купанге и других крупных городах, а также на Флоресе. |
| Балийцы                    | Индуисты | Проживают в крупных городах и районах плантационного хозяйства. |
| Батаки                     | Сунниты и протестанты с элементами традиционных верований                                                                                        | Проживают в крупных городах и районах плантационного хозяйства. |
| Макасары                   | Сунниты | Проживают в крупных городах и районах плантационного хозяйства. |
| Минангкабау                | Сунниты | Проживают в крупных городах и районах плантационного хозяйства. |
| Ндао                       | Католики | Проживают на островах Ндао и Нусе, а также на Роти (округ Роте Ндао). |
| Кристанги                  | Католики | Метисная группа индонезийско-португальского происхождения. Проживают в прибрежной части Тимора. |

## Калимантан и прилегающие острова

### Западный Калимантан
Население — 4,395 млн человек (2010 год). По состоянию на 2000 год крупнейшими народами являлись малайцы самбас (11,9 %), китайцы (9,5 %), яванцы (9,1 %), даяки кендаян (7,8 %) и другие малайцы (7,5 %).
По состоянию на 2010 год в Западном Калимантане проживали даяки (2,194 млн), малайцы (814,5 тыс.), яванцы (427,3 тыс.), китайцы (358,4 тыс.), мадурцы (274,8 тыс.), бугисы (137,2 тыс.), сунды (49,5 тыс.), батаки (26,5 тыс.), выходцы из Южной Суматры (23,4 тыс.), банджары (14,4 тыс.), выходцы с Восточных Малых Зондских островов (12,3 тыс.), минангкабау (8,1 тыс.), прочие выходцы с Калимантана (7,4 тыс.), выходцы из Папуа (6,0 тыс.), прочие выходцы с Сулавеси (3,4 тыс.), сасаки (2,8 тыс.), выходцы из Лампунга (2,8 тыс.), выходцы с Молукк (2,6 тыс.) и выходцы из Джамби (2,1 тыс.).
| Этническая группа                                                                             | Вероисповедание                                                                        | Район расселения |
| --------------------------------------------------------------------------------------------- | -------------------------------------------------------------------------------------- | --- |
| Даяки бидаю (кендаян), песагуаны, клемантаны, ибаны, отданумы, пунаны, крио, нгаджу и секадау | Католики (секадау и нгаджу), протестанты, сунниты и приверженцы традиционных верований | Клемантаны (или даяки суши) и отданумы проживают в центральных и восточных районах провинции, ибаны (включая группу муаланг) и бидаю (включая группы селако и кендаян) — в северных, пунаны — в северо-восточных, секадау — в центральных (округ Секадау), смешанные группы даяков проживают в крупных приморских городах. В состав пунанов входят бекетаны, укиты и оты (кочевые племена этой группы по культуре далеки от основной массы даяков). |
| Малайцы самбас и понтианак                                                                    | Сунниты                                                                                | Относятся к индонезийским малайцам. Проживают в прибрежных районах провинции, а также на близлежащих островах. Местами смешаны с даяками. |
| Яванцы                                                                                        | Сунниты                                                                                | Проживают в крупных городах и районах плантационного хозяйства. |
| Китайцы                                                                                       | Католики, протестанты, буддисты и конфуцианцы                                          | Проживают в Понтианаке, Синкаванге, Кетапанге, Синтанге, Сукадане, Самбасе и других крупных городах. Кроме того, в провинции существуют полностью китайские деревни. |
| Мадурцы                                                                                       | Сунниты                                                                                | Проживают в крупных городах и районах плантационного хозяйства. |
| Бугисы или буги                                                                               | Сунниты                                                                                | Проживают в крупных городах и районах плантационного хозяйства. |
| Сунды                                                                                         | Сунниты                                                                                | Проживают в крупных городах и районах плантационного хозяйства. |
| Батаки                                                                                        | Сунниты и протестанты с элементами традиционных верований                              | Проживают в крупных городах и районах плантационного хозяйства. |
| Банджары                                                                                      | Сунниты                                                                                | Проживают в крупных городах и районах плантационного хозяйства. |
| Минангкабау                                                                                   | Сунниты                                                                                | Проживают в крупных городах и районах плантационного хозяйства. |
| Сасаки                                                                                        | Сунниты, часть — индуисты и протестанты                                                | Проживают в крупных городах и районах плантационного хозяйства. |

### Центральный Калимантан
Население — 2,212 млн человек (2010 год). По состоянию на 2000 год крупнейшими народами являлись банджары (24,2 %), яванцы (18,1 %), даяки нгаджу (18,0 %), даяки сампиты (9,6 %) и даяки бакумпай (7,5 %).
По состоянию на 2010 год в Центральном Калимантане проживали местные народы и этнические группы, включая смешанного происхождения (588,6 тыс.), яванцы (478,4 тыс.), банджары (464,2 тыс.), даяки (450,7 тыс.), малайцы (86,3 тыс.), мадурцы (42,6 тыс.), сунды (28,5 тыс.), выходцы с Восточных Малых Зондских островов (15,4 тыс.), батаки (12,3 тыс.), бугисы (8,0 тыс.), балийцы (7,3 тыс.), китайцы (5,1 тыс.), сасаки (3,5 тыс.), прочие выходцы с Сулавеси (2,9 тыс.), выходцы из Южной Суматры (2,7 тыс.) и прочие выходцы с Западных Малых Зондских островов (2,0 тыс.).
| Этническая группа                                                                           | Вероисповедание                                                                    | Район расселения |
| ------------------------------------------------------------------------------------------- | ---------------------------------------------------------------------------------- | --- |
| Даяки нгаджу (бакумпай и катинган), сампиты, мааньяны, отданумы, лаванганы, дусуны и пунаны | Протестанты, католики (часть нгаджу), сунниты и приверженцы традиционных верований | Нгаджу (включая группы бакумпай и катинган) проживают в центральных и северных районах провинции, сампиты — в южных и центральных, отданумы (или отданомы) и дусуны — в северо-западных, мааньяны — в северо-восточных, лаванганы — в восточных, пунаны — в северных, смешанные группы даяков проживают в крупных приморских городах. |
| Яванцы                                                                                      | Сунниты                                                                            | Проживают в крупных городах и районах плантационного хозяйства. |
| Банджары                                                                                    | Сунниты                                                                            | Проживают в южных и юго-восточных районах провинции, а также в Паланкарае. |
| Малайцы                                                                                     | Сунниты                                                                            | Проживают в юго-западных прибрежных районах провинции. |
| Мадурцы                                                                                     | Сунниты                                                                            | Проживают в крупных городах и районах плантационного хозяйства. |
| Сунды                                                                                       | Сунниты                                                                            | Проживают в крупных городах и районах плантационного хозяйства. |
| Батаки                                                                                      | Сунниты и протестанты с элементами традиционных верований                          | Проживают в крупных городах и районах плантационного хозяйства. |
| Бугисы или буги                                                                             | Сунниты                                                                            | Проживают в крупных городах и районах плантационного хозяйства. |
| Балийцы                                                                                     | Индуисты                                                                           | Проживают в крупных городах и районах плантационного хозяйства. |
| Китайцы                                                                                     | Католики, протестанты, буддисты и конфуцианцы                                      | Проживают в Паланкарае, Пангкаланбуне, Сампите и других крупных городах. |
| Сасаки                                                                                      | Сунниты, часть — индуисты и протестанты                                            | Проживают в крупных городах и районах плантационного хозяйства. |

### Южный Калимантан
Население — 3,626 млн человек (2010 год). По состоянию на 2000 год крупнейшими народами являлись банджары (76,3 %), яванцы (13,1 %), бугисы (2,5 %), мадурцы (1,2 %) и даяки букаты (1,2 %).
По состоянию на 2010 год в Южном Калимантане проживали банджары (2,686 млн), яванцы (524,3 тыс.), бугисы (70,4 тыс.), даяки (68,0 тыс.), мадурцы (53,0 тыс.), прочие выходцы с Сулавеси (51,0 тыс.), прочие выходцы с Калимантана (46,7 тыс.), сунды (24,5 тыс.), китайцы (13,0 тыс.), батаки (12,4 тыс.), балийцы (12,0 тыс.), сасаки (11,9 тыс.), выходцы с Восточных Малых Зондских островов (6,3 тыс.), макасары (6,1 тыс.), выходцы из Южной Суматры (4,4 тыс.), малайцы (3,7 тыс.), выходцы из Лампунга (2,4 тыс.) и прочие выходцы с Западных Малых Зондских островов (2,1 тыс.).
| Этническая группа                                                      | Вероисповедание                                           | Район расселения |
| ---------------------------------------------------------------------- | --------------------------------------------------------- | --- |
| Банджары или баджау                                                    | Сунниты                                                   | Метисная группа, в формировании которой принимали участие малайцы, яванцы и даяки (по культуре близки к малайцам). Проживают в прибрежных районах провинции (Банджармасин, Банджарбару, округа Банджар, Танахлаут, Танахбумбу и Котабару). |
| Яванцы                                                                 | Сунниты                                                   | Проживают в крупных городах и районах плантационного хозяйства. |
| Бугисы или буги                                                        | Сунниты                                                   | Проживают в крупных городах и районах плантационного хозяйства. |
| Даяки букаты, нгаджу (бакумпай), мератус, лаванганы, мааньяны и дусуны | Протестанты, сунниты и приверженцы традиционных верований | Нгаджу (включая группу бакумпай), мератус, лаванганы, мааньяны и дусуны проживают в северной и северо-западной части провинции, смешанные группы даяков проживают в крупных приморских городах.                                            |
| Мадурцы                                                                | Сунниты                                                   | Проживают в крупных городах и районах плантационного хозяйства. |
| Мандары                                                                | Сунниты                                                   | Проживают в крупных городах и районах плантационного хозяйства. |
| Сунды                                                                  | Сунниты                                                   | Проживают в крупных городах и районах плантационного хозяйства. |
| Китайцы                                                                | Католики, протестанты, буддисты и конфуцианцы             | Проживают в Банджармасине, Банджарбару и других крупных городах. |
| Батаки                                                                 | Сунниты и протестанты с элементами традиционных верований | Проживают в крупных городах и районах плантационного хозяйства. |
| Балийцы                                                                | Индуисты                                                  | Проживают в крупных городах и районах плантационного хозяйства. |
| Сасаки                                                                 | Сунниты, часть — индуисты и протестанты                   | Проживают в крупных городах и районах плантационного хозяйства. |
| Макасары                                                               | Сунниты                                                   | Проживают в крупных городах и районах плантационного хозяйства. |
| Малайцы                                                                | Сунниты                                                   | Проживают в прибрежных городах. |
| Арабы                                                                  | Сунниты                                                   | Проживают в Банджармасине и Кандангане. |

### Восточный Калимантан
Население — 3,028 млн человек (2010 год). По состоянию на 2000 год крупнейшими народами являлись яванцы (29,5 %), бугисы (18,3 %), банджары (13,9 %), даяки кутаи (9,2 %) и даяки кенья (2,0 %).
По состоянию на 2010 год в Восточном Калимантане проживали яванцы (1,070 млн), бугисы (735,6 тыс.), местные народы и этнические группы, включая смешанного происхождения (472,2 тыс.), банджары (440,4 тыс.), прочие выходцы с Сулавеси, включая тораджей (227,1 тыс.), даяки (212,0 тыс.), выходцы с Восточных Малых Зондских островов (58,1 тыс.), сунды (55,6 тыс.), мадурцы (46,8 тыс.), батаки (37,1 тыс.), китайцы (32,7 тыс.), макасары (31,7 тыс.), сасаки (22,2 тыс.), минахасцы (20,4 тыс.), прочие выходцы с Западных Малых Зондских островов (10,0 тыс.), балийцы (8,6 тыс.), выходцы из Южной Суматры (8,0 тыс.), выходцы из Папуа (7,8 тыс.), выходцы с Молукк (6,7 тыс.), минангкабау (6,6 тыс.), малайцы (6,0 тыс.), выходцы из Лампунга (4,6 тыс.), батавцы (4,1 тыс.), горонтало (3,0 тыс.) и выходцы из Ачеха (2,1 тыс.).
В 2022 году началось строительство новой столицы Нусантара, что привело к массовому притоку в регион рабочих и чиновников из Джакарты и других городов Явы.
| Этническая группа                                            | Вероисповедание                                                     | Район расселения |
| ------------------------------------------------------------ | ------------------------------------------------------------------- | --- |
| Яванцы                                                       | Сунниты                                                             | Проживают в крупных городах и районах плантационного хозяйства. |
| Бугисы или буги                                              | Сунниты                                                             | Проживают в крупных городах и районах плантационного хозяйства (преимущественно в прибрежных районах провинции). |
| Банджары                                                     | Сунниты                                                             | Проживают в прибрежных районах провинции. |
| Даяки кутаи, кенья, каяны, бахау, лаванганы, муруты и пунаны | Протестанты, католики, сунниты и приверженцы традиционных верований | Кенья (включая группу умабака) проживают в северо-западной части провинции, каяны (кайяны) — в центральной, кутаи, бахау и лаванганы — в юго-западной, муруты — в северной, смешанные группы даяков проживают в крупных приморских городах. |
| Тораджи                                                      | Протестанты, часть — католики и сунниты                             | Проживают в крупных городах и районах плантационного хозяйства. |
| Сунды                                                        | Сунниты                                                             | Проживают в крупных городах и районах плантационного хозяйства. |
| Мадурцы                                                      | Сунниты                                                             | Проживают в крупных городах и районах плантационного хозяйства. |
| Батаки                                                       | Сунниты и протестанты с элементами традиционных верований           | Проживают в крупных городах и районах плантационного хозяйства. |
| Китайцы                                                      | Католики, протестанты, буддисты и конфуцианцы                       | Проживают в Самаринде, Баликпапане, Бонтанге и других крупных городах. |
| Макасары                                                     | Сунниты                                                             | Проживают в крупных городах и районах плантационного хозяйства. |
| Сасаки                                                       | Сунниты, часть — индуисты и протестанты                             | Проживают в крупных городах и районах плантационного хозяйства. |
| Минахасцы                                                    | Протестанты, часть — католики и сунниты                             | Проживают в крупных городах и районах плантационного хозяйства. |
| Балийцы                                                      | Индуисты                                                            | Проживают в крупных городах и районах плантационного хозяйства. |
| Минангкабау                                                  | Сунниты                                                             | Проживают в крупных городах и районах плантационного хозяйства. |
| Малайцы берау и кутаи                                        | Сунниты                                                             | Относятся к индонезийским малайцам. Проживают в прибрежных районах провинции (округа Берау и Восточное Кутаи). Местами смешаны с даяками.                                                                                                   |
| Батавцы                                                      | Сунниты, протестанты и католики                                     | Проживают в крупных городах и районах плантационного хозяйства. |
| Горонтало                                                    | Сунниты, часть — протестанты и католики                             | Проживают в крупных городах и районах плантационного хозяйства. |
| Мандары                                                      | Сунниты                                                             | Проживают в крупных городах и районах плантационного хозяйства. |

### Северный Калимантан
Население — 0,525 млн человек (2010 год).
| Этническая группа                                            | Вероисповедание                                                     | Район расселения |
| ------------------------------------------------------------ | ------------------------------------------------------------------- | --- |
| Даяки муруты, келабиты, барито, кенья, каяны, бахау и пунаны | Протестанты, католики, сунниты и приверженцы традиционных верований | Муруты (в том числе группы тидунгов и лунбавангов), келабиты, кенья и пунаны живут в глубинных северо-западных районах провинции (муруты-тидунги — также на небольших прибрежных островах), каяны — в южных районах. |
| Банджары                                                     | Сунниты                                                             | Проживают в прибрежных районах провинции. |
| Бугисы или буги                                              | Сунниты                                                             | Проживают в прибрежных районах провинции. |
| Яванцы                                                       | Сунниты                                                             | Проживают в крупных городах и районах плантационного хозяйства. |
| Сулу или таусуги                                             | Сунниты, часть — католики                                           | Проживают в прибрежных районах провинции. |
| Сунды                                                        | Сунниты                                                             | Проживают в крупных городах и районах плантационного хозяйства. |
| Мадурцы                                                      | Сунниты                                                             | Проживают в крупных городах и районах плантационного хозяйства. |
| Китайцы                                                      | Католики, протестанты, буддисты и конфуцианцы                       | Проживают в Таракане,Танджунгселоре и других крупных городах. |
| Малайцы                                                      | Сунниты                                                             | Относятся к индонезийским малайцам. Проживают в прибрежных районах провинции, а также на небольших прибрежных островах (округ Булунган и город Таракан).                                                             |
| Оранг-лауты баджао                                           | Сунниты с элементами традиционных верований (особенно анимизма)     | Баджао кочуют в устьях рек и районе прибрежных островов. |

## Сулавеси и прилегающие острова

### Западный Сулавеси
Население — 1,158 млн человек (2010 год). По состоянию на 2010 год в Западном Сулавеси проживали местные народы и этнические группы, включая мандаров и тораджей (896,6 тыс.), бугисы (144,5 тыс.), яванцы (56,9 тыс.), макасары (25,3 тыс.), балийцы (14,6 тыс.), сасаки (6,1 тыс.) и выходцы с Восточных Малых Зондских островов (5,1 тыс.).
| Этническая группа            | Вероисповедание                                                     | Район расселения |
| ---------------------------- | ------------------------------------------------------------------- | --- |
| Мандары                      | Сунниты                                                             | Проживают в прибрежной части провинции (округа Полевали Мандар, Маджене и Мамуджу). В горных районах группа бамбам (или питу-улунна) смешана с тораджами. |
| Тораджи саданги, секо и коро | Протестанты, часть — католики и сунниты с элементами культа предков | Проживают в восточной части провинции (округа Мамаса, Мамуджу и Северное Мамуджу).                                                                        |
| Бугисы или буги              | Сунниты                                                             | Проживают в прибрежной части провинции и крупных городах.                                                                                                 |
| Яванцы                       | Сунниты                                                             | Проживают в крупных городах и районах плантационного хозяйства.                                                                                           |
| Макасары                     | Сунниты                                                             | Проживают в прибрежной части провинции и крупных городах.                                                                                                 |
| Балийцы                      | Индуисты                                                            | Проживают в крупных городах и районах плантационного хозяйства.                                                                                           |
| Сасаки                       | Сунниты, часть — индуисты и протестанты                             | Проживают в крупных городах и районах плантационного хозяйства.                                                                                           |
| Китайцы                      | Католики, протестанты, буддисты и конфуцианцы                       | Проживают в Мамуджу и других крупных городах. |

### Южный Сулавеси
Население — 8,034 млн человек (2010 год). По состоянию на 2000 год крупнейшими народами и этническими группами являлись бугисы (41,9 %), макасары (25,4 %), тораджи (9,0 %), мандары (6,1 %) и луву (4,1 %).
По состоянию на 2010 год в Южном Сулавеси проживали бугисы (3,605 млн), макасары (2,380 млн), прочие местные народы и этнические группы (1,578 млн), яванцы (229,1 тыс.), китайцы (43,8 тыс.), выходцы с Восточных Малых Зондских островов (29,9 тыс.), прочие выходцы с Калимантана (29,6 тыс.), балийцы (27,3 тыс.), выходцы с Молукк (15,9 тыс.), выходцы из Папуа (13,8 тыс.), сасаки (11,3 тыс.), сунды (10,8 тыс.), минахасцы (9,3 тыс.), прочие выходцы с Западных Малых Зондских островов (7,4 тыс.), батаки (4,9 тыс.), горонтало (4,1 тыс.), банджары (3,8 тыс.), мадурцы (2,6 тыс.) и малайцы (2,0 тыс.).
| Этническая группа                | Вероисповедание | Район расселения |
| -------------------------------- | --- | --- |
| Бугисы или буги                  | Сунниты и махдиты с элементами индуизма и культа предков                                                                                                  | Проживают в центральной и южной части провинции, севернее макасаров (Паре-Паре, округа Ваджо, Пинранг, Марос, Пангкаджене, Сиденренг-Раппанг, Синьаи, Соппенг, Энреканг и Барру), а также в Макасаре и других крупных городах. |
| Макасары                         | Сунниты и махдиты с элементами индуизма и культа предков                                                                                                  | Близки к бугам, проживают в южной части провинции (Макасар, округа Гова, Булукумба, Дженепонто, Марос, Такалар, Бантаенг) и на островах Селайар.                                                                               |
| Тораджи саданги (тосадан) и луву | Протестанты, главным образом прихожане Христианской церкви тораджей Рантепао (саданги), часть — католики и сунниты с элементами индуизма и культа предков | Проживают в центральной и северной гористой части провинции (округа Тана-Тораджа, Северный Тораджа и Луву), а также в Макасаре. Группа луву близка к бугам.                                                                    |
| Мандары                          | Сунниты | Проживают в северо-западной части провинции, а также в Макасаре. |
| Яванцы                           | Сунниты | Проживают в крупных городах и районах плантационного хозяйства. |
| Дури или масенремпулу            | Сунниты, небольшая часть — протестанты | Проживают в округе Энреканг. |
| Бонерате или селаяры             | Сунниты с элементами индуизма и культа предков | Близки к макасарам и бутонам, проживают на островах Селайар. |
| Китайцы                          | Католики, протестанты и буддисты | Проживают в Макасаре, Паре-Паре, Рантепао и других крупных городах. |
| Балийцы                          | Индуисты | Проживают в крупных городах и районах плантационного хозяйства. |
| Сасаки                           | Сунниты, часть — индуисты и протестанты | Проживают в крупных городах и районах плантационного хозяйства. |
| Сунды                            | Сунниты | Проживают в крупных городах и районах плантационного хозяйства. |
| Минахасцы                        | Протестанты, часть — католики и сунниты | Проживают в крупных городах и районах плантационного хозяйства. |
| Батаки                           | Сунниты и протестанты с элементами традиционных верований                                                                                                 | Проживают в крупных городах и районах плантационного хозяйства. |
| Горонтало                        | Сунниты, часть — протестанты и католики | Проживают в крупных городах и районах плантационного хозяйства. |
| Банджары                         | Сунниты | Проживают в крупных городах и районах плантационного хозяйства. |
| Мадурцы                          | Сунниты | Проживают в крупных городах и районах плантационного хозяйства. |
| Памона                           | Протестанты, часть — сунниты | Памона (они же посо или бареэ) проживают на северо-востоке провинции (округ Восточный Луву). |
| Бутоны или бутунги               | Сунниты | Проживают в Макасаре. |
| Арабы                            | Сунниты | Проживают в Макасаре. |
| Тоала                            | Сунниты с элементами местных верований | Веддоидное племя, почти полностью ассимилированное бугами. |

### Юго-Восточный Сулавеси
Население — 2,232 млн человек (2010 год). По состоянию на 2000 год крупнейшими народами являлись бутоны (23,3 %), бугисы (19,2 %), толаки (16,3 %), муна (15,1 %) и яванцы (7,0 %).
По состоянию на 2010 год в Юго-Восточном Сулавеси проживали местные народы и этнические группы (1,401 млн), бугисы (496,4 тыс.), яванцы (159,2 тыс.), макасары (59,3 тыс.), балийцы (49,4 тыс.), сунды (25,4 тыс.), сасаки (6,8 тыс.), выходцы с Молукк (5,3 тыс.), выходцы с Восточных Малых Зондских островов (4,9 тыс.), прочие выходцы с Калимантана (3,3 тыс.), китайцы (2,9 тыс.) и минахасцы (2,3 тыс.).
| Этническая группа       | Вероисповедание                                                            | Район расселения |
| ----------------------- | -------------------------------------------------------------------------- | --- |
| Бутоны или бутунги      | Сунниты, часть — протестанты                                               | Проживают на островах Бутон (Бутунг), Муна и Тукангбеси, а также в Кендари. В состав бутонов входят муна и лайоло.           |
| Бугисы или буги         | Сунниты                                                                    | Проживают в прибрежной части провинции и крупных городах.                                                                    |
| Толаки или лаки, лолаки | Сунниты, часть — протестанты и католики                                    | Проживают на большей части провинции (Кендари, округа Колака, Северная Колака, Конаве, Северное Конаве и Южное Конаве).      |
| Муна или томуна         | Сунниты, часть — протестанты                                               | Близки к бутонам, проживают на островах Муна и Бутон, а также в Кендари.                                                     |
| Яванцы                  | Сунниты                                                                    | Проживают в крупных городах и районах плантационного хозяйства.                                                              |
| Макасары                | Сунниты                                                                    | Проживают в прибрежной части провинции и крупных городах.                                                                    |
| Балийцы                 | Индуисты                                                                   | Проживают в крупных городах и районах плантационного хозяйства.                                                              |
| Оранг-лауты баджао      | Сунниты с элементами традиционных верований (особенно анимизма)            | Близки к малайцам, кочуют в прибрежной зоне провинции.                                                                       |
| Сунды                   | Сунниты                                                                    | Проживают в крупных городах и районах плантационного хозяйства.                                                              |
| Мори                    | Сунниты, часть — католики                                                  | Близки к толаки и бунгку, проживают в южной части провинции (округа Бомбана и Южное Конаве), в том числе на острове Кабаена. |
| Маронене или кабаенас   | Сунниты с элементами традиционных верований и культов, часть — протестанты | Проживают на острове Кабаена.                                                                                                |
| Тораджи саданги         | Протестанты, часть — католики и сунниты                                    | Проживают в западной части провинции (округ Колака).                                                                         |
| Бунку                   | Сунниты                                                                    | Близки к толаки, проживают в округах Бомбана и Южное Конаве, на островах Мануи и Вовони, а также на севере острова Бутон.    |
| Сасаки                  | Сунниты, часть — индуисты и протестанты                                    | Проживают в крупных городах и районах плантационного хозяйства.                                                              |
| Китайцы                 | Католики, протестанты и буддисты                                           | Проживают в Кендари, Бау-Бау и других крупных городах.                                                                       |
| Минахасцы               | Протестанты, часть — католики и сунниты                                    | Проживают в крупных городах и районах плантационного хозяйства.                                                              |

### Центральный Сулавеси
Население — 2,635 млн человек (2010 год). По состоянию на 2000 год крупнейшими народами являлись томини каили (20,5 %), бугисы (14,4 %), яванцы (8,3 %), бангайцы (5,9 %) и буолы (4,5 %).
По состоянию на 2010 год в Центральном Сулавеси проживали местные народы и этнические группы (1,631 млн), бугисы (409,7 тыс.), яванцы (221,0 тыс.), балийцы (115,8 тыс.), горонтало (105,1 тыс.), минахасцы (30,5 тыс.), сасаки (20,4 тыс.), макасары (18,9 тыс.), сунды (15,1 тыс.), китайцы (12,5 тыс.), выходцы с Восточных Малых Зондских островов (7,8 тыс.), выходцы с Молукк (6,4 тыс.), выходцы из Папуа (5,0 тыс.), банджары (3,4 тыс.), батаки (3,2 тыс.) и мадурцы (2,0 тыс.).
| Этническая группа                                                         | Вероисповедание | Район расселения |
| ------------------------------------------------------------------------- | --- | --- |
| Томини                                                                    | Сунниты, часть — протестанты и приверженцы традиционных верований                                                                                       | Томини (включая группы линду и каили) проживают в северной части провинции.                                           |
| Бугисы или буги                                                           | Сунниты | Проживают в прибрежной части провинции и крупных городах.                                                             |
| Яванцы                                                                    | Сунниты | Проживают в крупных городах и районах плантационного хозяйства.                                                       |
| Бангайцы или банггаи                                                      | Сунниты | Проживают на островах Бангай.                                                                                         |
| Буолы или буалы                                                           | Сунниты | Близки к горонтало и томини, проживают в северной части провинции (округ Буол).                                       |
| Балийцы                                                                   | Индуисты | Проживают в крупных городах и районах плантационного хозяйства.                                                       |
| Балантаки (тобалантаки) или лоинанги, салуаны                             | Сунниты, часть — католики, протестанты и приверженцы традиционных верований                                                                             | Близки к бангайцам, проживают в округе Бангай на крайнем востоке провинции, а также в северной части островов Бангай. |
| Горонтало                                                                 | Сунниты, часть — протестанты и католики | Проживают в северной части провинции.                                                                                 |
| Тораджи палу (топалу), коро (токоро), посо (топосо), секо (тосеко) и ледо | Приверженцы традиционных верований, часть — протестанты, главным образом прихожане Христианской церкви Центрального Сулавеси (посо), католики и сунниты | Проживают в центральной (западнее озера Посо) и северной (Палу) части провинции.                                      |
| Минахасцы                                                                 | Протестанты, часть — католики и сунниты | Проживают в крупных городах и районах плантационного хозяйства.                                                       |
| Сасаки                                                                    | Сунниты, часть — индуисты и протестанты | Проживают в крупных городах и районах плантационного хозяйства.                                                       |
| Макасары                                                                  | Сунниты | Проживают в прибрежной части провинции и крупных городах.                                                             |
| Сунды                                                                     | Сунниты | Проживают в крупных городах и районах плантационного хозяйства.                                                       |
| Китайцы                                                                   | Католики, протестанты и буддисты | Проживают в Палу, Лувуке и других крупных городах.                                                                    |
| Памона (посо или бареэ)                                                   | Протестанты, часть — сунниты, группа таутавана — культ предков                                                                                          | Проживают восточнее озера Посо (округа Посо, Тоджо-Уна-Уна и Моровали).                                               |
| Тована                                                                    | Протестанты, часть — приверженцы традиционных верований                                                                                                 | Проживают к западу от лоинангов.                                                                                      |
| Бунку                                                                     | Сунниты, часть — протестанты и католики | Проживают в юго-восточной части провинции (округ Моровали).                                                           |
| Кулави                                                                    | Приверженцы традиционных верований | Близки к тораджам. Проживают в округе Сиги.                                                                           |
| Оранг-лауты баджао                                                        | Сунниты с элементами традиционных верований (особенно анимизма)                                                                                         | Близки к малайцам, кочуют в прибрежной зоне северной части провинции и на островах Тогиан.                            |
| Банджары                                                                  | Сунниты | Проживают в крупных городах и районах плантационного хозяйства.                                                       |
| Батаки                                                                    | Сунниты и протестанты с элементами традиционных верований                                                                                               | Проживают в крупных городах и районах плантационного хозяйства.                                                       |
| Мадурцы                                                                   | Сунниты | Проживают в крупных городах и районах плантационного хозяйства.                                                       |

### Горонтало
Население — 1,040 млн человек (2010 год). По состоянию на 2000 год крупнейшими народами являлись горонтало (90,4 %), яванцы (2,5 %), сангирцы (0,7 %), атинггола (0,6 %) и минахасцы (0,5 %).
По состоянию на 2010 год в Горонтало проживали горонтало (925,6 тыс.), прочие местные народы и этнические группы (45,1 тыс.), яванцы (35,3 тыс.), минахасцы (9,2 тыс.), бугисы (8,8 тыс.) и балийцы (3,7 тыс.).
| Этническая группа       | Вероисповедание                                                 | Район расселения |
| ----------------------- | --------------------------------------------------------------- | --- |
| Горонтало или хуландало | Сунниты, часть — протестанты и католики                         | Составляют подавляющее большинство во всех округах и городах провинции. Группа кайдипан проживает на северном побережье провинции (округ Северное Горонтало), группы боланго и сувава — в юго-восточной части провинции (округ Боне-Боланго). |
| Яванцы                  | Сунниты                                                         | Проживают в крупных городах и районах плантационного хозяйства. |
| Сангирцы или сангихцы   | Протестанты, часть — сунниты                                    | Проживают на северном побережье провинции (округ Северное Горонтало). |
| Атинггола или боланго   | Сунниты                                                         | Близки к горонтало, проживают на северном побережье провинции (округ Северное Горонтало). |
| Минахасцы               | Протестанты, часть — католики и сунниты                         | Проживают в восточной части провинции. |
| Бугисы или буги         | Сунниты                                                         | Проживают в прибрежной части провинции и крупных городах. |
| Оранг-лауты баджао      | Сунниты с элементами традиционных верований (особенно анимизма) | Близки к малайцам, кочуют в прибрежной зоне провинции. |
| Балийцы                 | Индуисты                                                        | Проживают в крупных городах и районах плантационного хозяйства. |
| Болаанг-монгондоу       | Протестанты, католики и сунниты                                 | Проживают на северном побережье провинции (округ Северное Горонтало). |
| Китайцы                 | Католики, протестанты и буддисты                                | Проживают в Горонтало. |

### Северный Сулавеси
Население — 2,270 млн человек (2010 год). По состоянию на 2000 год крупнейшими народами являлись минахасцы (33,2 %), сангирцы (19,8 %), болаанг-монгондоу (11,3 %), горонтало (7,4 %), тонтембоаны (6,8 %) и талаудцы (4,1 %).
По состоянию на 2010 год в Северном Сулавеси проживали минахасцы (1,019 млн), прочие местные народы и этнические группы (879,6 тыс.), горонтало (187,1 тыс.), яванцы (70,9 тыс.), выходцы с Молукк (24,9 тыс.), бугисы (22,0 тыс.), балийцы (14,3 тыс.), макасары (10,2 тыс.), китайцы (8,5 тыс.), батаки (4,5 тыс.), прочие выходцы с Калимантана (4,0 тыс.), сунды (2,9 тыс.), выходцы из Папуа (2,5 тыс.) и выходцы с Восточных Малых Зондских островов (2,3 тыс.).
| Этническая группа                                 | Вероисповедание                                                                                                 | Район расселения |
| ------------------------------------------------- | --- | --- |
| Минахасцы или минахасы                            | Протестанты, главным образом прихожане Христианской евангелической церкви минахасов, часть — католики и сунниты | Минахасцы (включая близкие группы тонтембоан и тонсаванг) проживают в северо-восточной части провинции (округа Минахаса, Северная Минахаса, Южная Минахаса, Юго-Восточная Минахаса) и Манадо. |
| Сангирцы или сангихцы (также сангиры или сангихе) | Протестанты, главным образом прихожане Христианской евангелической церкви Сангихе и Талауда, часть — сунниты    | Близки к минахасцам, проживают на островах Сангихе (округа Сангихе и Ситаро), а также в Манадо и других крупных городах.                                                                      |
| Болаанг-монгондоу                                 | Протестанты, католики и сунниты                                                                                 | Близки к минахасцам, проживают в юго-западной части провинции (округа Болаанг-Монгондоу, Северный Болаанг-Монгондоу, Южный Болаанг-Монгондоу и Восточный Болаанг-Монгондоу).                  |
| Горонтало                                         | Сунниты | Проживают в юго-западной части провинции и Манадо. |
| Талаудцы                                          | Протестанты, главным образом прихожане Христианской евангелической церкви Сангихе и Талауда                     | Близки к сангирцам, проживают на островах Талауд. |
| Яванцы                                            | Сунниты | Проживают в крупных городах и районах плантационного хозяйства. |
| Бугисы или буги                                   | Сунниты | Проживают в прибрежной части провинции и крупных городах. |
| Балийцы                                           | Индуисты | Проживают в крупных городах и районах плантационного хозяйства. |
| Макасары                                          | Сунниты | Проживают в прибрежной части провинции и крупных городах. |
| Китайцы                                           | Католики, протестанты, буддисты и конфуцианцы                                                                   | Проживают в Манадо, Битунге и других крупных городах. |
| Батаки                                            | Сунниты и протестанты с элементами традиционных верований                                                       | Проживают в крупных городах и районах плантационного хозяйства. |
| Сунды                                             | Сунниты | Проживают в крупных городах и районах плантационного хозяйства. |
| Малайцы манадо                                    | Сунниты | Близки к минахасцам и болоанг-монгондоу, проживают в Манадо. |
| Оранг-лауты баджао                                | Сунниты с элементами традиционных верований (особенно анимизма)                                                 | Близки к малайцам, кочуют в прибрежной зоне провинции. |

## Молуккские острова

### Северное Малуку
Население — 1,038 млн человек (2010 год). По состоянию на 2000 год крупнейшими народами являлись сула (9,5 %), макианцы (9,1 %), галела (7,9 %), бутоны (6,3 %) и яванцы (3,2 %).
По состоянию на 2010 год в Северном Малуку проживали местные народы и этнические группы (687,0 тыс.), прочие выходцы с Сулавеси (240,4 тыс.), яванцы (42,7 тыс.), бугисы (20,6 тыс.), минахасцы (9,0 тыс.), горонтало (7,4 тыс.), выходцы из Папуа (6,3 тыс.), выходцы с Восточных Малых Зондских островов (4,0 тыс.), макасары (3,6 тыс.), сунды (2,6 тыс.) и китайцы (2,3 тыс.).
| Этническая группа  | Вероисповедание                                                   | Район расселения |
| ------------------ | ----------------------------------------------------------------- | --- |
| Сула               | Сунниты, часть — приверженцы традиционных верований               | Входят в состав родственных южнохальмахерских народов, проживают на островах Сула (Талиабу, Манголе и Санана). В состав сула входят сананцы, талиабуанцы, кадаи, манге, себойо и бачанцы.                        |
| Макианцы           | Сунниты                                                           | Входят в состав родственных северохальмахерских народов, проживают на островах Макиан и Моти, а также на западном побережье острова Хальмахера (округ Южная Хальмахера).                                         |
| Галела или галело  | Сунниты, часть — протестанты                                      | Входят в состав родственных северохальмахерских народов, проживают на севере Хальмахеры и на острове Моротай (округа Северная Хальмахера и Моротай).                                                             |
| Бутоны или бутунги | Сунниты                                                           | Проживают в крупных городах и районах плантационного хозяйства. |
| Яванцы             | Сунниты                                                           | Проживают в крупных городах и районах плантационного хозяйства. |
| Лода или лалода    | Сунниты                                                           | Входят в состав родственных северохальмахерских народов, проживают на островах Дои и севере Хальмахеры (округ Северная Хальмахера).                                                                              |
| Моротай            | Сунниты, часть — протестанты                                      | Проживают на острове Моротай. |
| Бугисы или буги    | Сунниты                                                           | Проживают в прибрежных районах западной части провинции. |
| Тернатцы           | Сунниты, часть — католики                                         | Входят в состав родственных северохальмахерских народов, проживают на острове Тернате, а также на северо-западном и южном побережье Хальмахеры, в прибрежной части островов Оби и Бачан.                         |
| Тобело             | Протестанты, часть — сунниты и приверженцы традиционных верований | Входят в состав родственных северохальмахерских народов, проживают на восточном побережье северной части Хальмахеры (округ Северная Хальмахера). В состав тобело входят кау, боенг и модоле.                     |
| Тидорцы            | Сунниты                                                           | Входят в состав родственных северохальмахерских народов, проживают на островах Тидоре и Маре, а также на западном побережье Хальмахеры.                                                                          |
| Саху               | Сунниты, часть — протестанты                                      | Входят в состав родственных северохальмахерских народов, проживают на юго-западном побережье северной части Хальмахеры (округ Западная Хальмахера). Делятся на группы талай и падисуа. К саху близки лода и ибу. |
| Ибу                | Сунниты, часть — протестанты                                      | Входят в состав родственных северохальмахерских народов, проживают на западном побережье северной части Хальмахеры (округ Западная Хальмахера).                                                                  |
| Були               | Приверженцы традиционных верований                                | Входят в состав родственных южнохальмахерских народов, проживают на восточном побережье северо-восточной части Хальмахеры (округ Восточная Хальмахера).                                                          |
| Маба или моба      | Приверженцы традиционных верований                                | Входят в состав родственных южнохальмахерских народов, проживают на восточном побережье центральной части Хальмахеры (округ Восточная Хальмахера).                                                               |
| Патани             | Приверженцы традиционных верований                                | Входят в состав родственных южнохальмахерских народов, проживают на крайнем востоке центральной части Хальмахеры (округ Центральная Хальмахера).                                                                 |
| Виндеси или гебе   | Приверженцы традиционных верований                                | Входят в состав родственных южнохальмахерских народов, проживают на острове Гебе (округ Центральная Хальмахера).                                                                                                 |
| Веда               | Приверженцы традиционных верований                                | Входят в состав родственных южнохальмахерских народов, проживают на восточном побережье южной части Хальмахеры (округ Центральная Хальмахера) и островах Веда.                                                   |
| Гане               | Приверженцы традиционных верований                                | Входят в состав родственных южнохальмахерских народов, проживают на восточном побережье южной части Хальмахеры и островах Дамар (округ Южная Хальмахера).                                                        |
| Кайоа или кайо     | Сунниты и приверженцы традиционных верований                      | Входят в состав родственных южнохальмахерских народов, проживают на острове Кайоа и западном побережье южной части Хальмахеры (округ Южная Хальмахера).                                                          |
| Бачанцы            | Сунниты и приверженцы традиционных верований                      | Входят в состав родственных южнохальмахерских народов, проживают на островах Бачан, в северной части островов Оби и на западном побережье южной части Хальмахеры (округ Южная Хальмахера).                       |
| Оранг-лауты баджао | Сунниты с элементами традиционных верований (особенно анимизма)   | Близки к малайцам, кочуют в прибрежной зоне провинции. |
| Амбонцы            | Протестанты, католики и сунниты                                   | Проживают в южной части острова Оби. |
| Минахасцы          | Протестанты, часть — католики и сунниты                           | Проживают в крупных городах и районах плантационного хозяйства. |
| Горонтало          | Сунниты, часть — протестанты и католики                           | Проживают в крупных городах и районах плантационного хозяйства. |
| Макасары           | Сунниты                                                           | Проживают в крупных городах и районах плантационного хозяйства. |
| Сунды              | Сунниты                                                           | Проживают в крупных городах и районах плантационного хозяйства. |
| Китайцы            | Католики, протестанты, буддисты и конфуцианцы                     | Проживают в Тернате, Тидоре и других крупных городах, а также на острове Оби. |
| Малайцы            | Сунниты                                                           | Проживают в прибрежных районах западной части провинции. |
| Папуасы тогутилы   | Приверженцы традиционных верований, часть — протестанты           | Входят в состав родственных северохальмахерских народов, близки к тобело и тобару, проживают во внутренних районах северной части Хальмахеры (округ Северная Хальмахера).                                        |

### Малуку
Население — 1,533 млн человек (2010 год). По состоянию на 2000 год крупнейшими народами являлись кейцы (11,0 %), бутоны (10,6 %), амбонцы (10,5 %), серамцы (6,9 %) и сапаруа (5,9 %).
По состоянию на 2010 год в Малуку проживали местные народы и этнические группы (1,127 млн), прочие выходцы с Сулавеси (247,3 тыс.), яванцы (79,3 тыс.), бугисы (25,4 тыс.), выходцы с Восточных Малых Зондских островов (8,6 тыс.), макасары (6,4 тыс.), китайцы (4,5 тыс.), сунды (4,4 тыс.), выходцы из Папуа (3,7 тыс.) и минахасцы (2,9 тыс.).
| Этническая группа         | Вероисповедание                                                               | Район расселения |
| ------------------------- | ----------------------------------------------------------------------------- | --- |
| Амбонцы                   | Протестанты, католики и сунниты                                               | Близки к малайцам и папуасам, проживают на острове Амбон, в западной части острова Серам, в восточной части острова Буру, а также на островах Банда, Танимбар и Кай. В состав амбонцев входят западные серамцы, сапаруа (сепа) и танивел. |
| Кейцы или кайцы           | Сунниты, протестанты и приверженцы традиционных верований                     | Проживают на островах Кай. В состав кейцев входят курцы, урцы, атнебарцы и старобанданцы. |
| Бутоны или бутунги        | Сунниты                                                                       | Проживают в крупных городах и районах плантационного хозяйства. |
| Яванцы                    | Сунниты                                                                       | Проживают в крупных городах и районах плантационного хозяйства. |
| Аруанцы или ару           | Протестанты, часть — католики и сунниты                                       | Проживают на островах Ару. В состав аруанцев входят добуанцы, уджирцы, вамарцы и гурнгаи. |
| Танимбарцы                | Протестанты и католики с элементами традиционных верований                    | Танимбарцы (включая группы ямденцев, селаруанцев, ларатцев, селуарцев, валиарцев, макатиан и фордата) проживают на островах Танимбар. |
| Бугисы или буги           | Сунниты                                                                       | Проживают в крупных городах и районах плантационного хозяйства. |
| Ветарцы                   | Приверженцы традиционных верований, часть — сунниты и протестанты             | Проживают на острове Ветар и на других островах архипелага Барат-Дая. |
| Буруанцы или буру         | Приверженцы традиционных верований, часть — сунниты и протестанты             | Проживают на острове Буру, а также на острове Амбон. |
| Алуне                     | Протестанты, часть — сунниты, католики и приверженцы традиционных верований   | Проживают в западной части острова Серам. |
| Лисела                    | Сунниты, часть — приверженцы традиционных верований и протестанты             | Близки к буру, проживают в северной части острова Буру. |
| Манусела или вахаи        | Приверженцы традиционных верований с элементами индуизма, часть — протестанты | Проживают в горах северной части острова Серам, часть — на южном побережье. К манусела близки салеманцы, нуаулу и талути. |
| Вемале                    | Протестанты, часть — сунниты и приверженцы традиционных верований             | Близки к алуне, проживают в центральной части острова Серам. |
| Амбелауанцы               | Сунниты, часть — протестанты                                                  | Близки к буру, проживают на острове Амбелау и в южной части острова Буру. |
| Кисарцы                   | Приверженцы традиционных верований, часть — сунниты и протестанты             | Проживают на острове Кисар и на других островах архипелага Барат-Дая. К кисарцам близки летийцы, ветарцы, бабарцы, давлоорцы, рома, дамарцы, волада, нильцы и серуанцы.                                                                   |
| Бабарцы                   | Приверженцы традиционных верований, часть — сунниты и протестанты             | Проживают на острове Бабар и на других островах архипелага Барат-Дая. |
| Летийцы                   | Приверженцы традиционных верований, часть — сунниты и протестанты             | Проживают на островах Лети (Лети, Моа, Лакор) и на других островах архипелага Барат-Дая. |
| Нуаулу                    | Приверженцы традиционных верований                                            | Близки к манусела, проживают в центральной части острова Серам. |
| Батуаса                   | Сунниты с элементами традиционных верований                                   | Наряду с лиамбата, эсириун и хоте входят в состав сети. Проживают в восточной части острова Серам. |
| Ватубельцы или матубельцы | Сунниты                                                                       | Наряду с горомцами и тиоорцами входят в состав гессерцев. Проживают на островах Ватубела. |
| Макасары                  | Сунниты                                                                       | Проживают в крупных городах и районах плантационного хозяйства. |
| Китайцы                   | Католики, протестанты, буддисты и конфуцианцы                                 | Проживают в Амбоне, Туале и других крупных городах, а также на островах Буру, Серам и Ару. |
| Сунды                     | Сунниты                                                                       | Проживают в крупных городах и районах плантационного хозяйства. |
| Минахасцы                 | Протестанты, часть — католики и сунниты                                       | Проживают в крупных городах и районах плантационного хозяйства. |
| Индо или евразийцы        | Сунниты, протестанты и католики                                               | Метисная группа индонезийско-голландского происхождения. Проживают в Амбоне и других крупных городах. |
| Малайцы                   | Сунниты                                                                       | Проживают в крупных городах и прибрежных районах. |
| Муна                      | Сунниты                                                                       | Проживают в крупных городах и районах плантационного хозяйства. |
| Арабы                     | Сунниты                                                                       | Проживают в Амбоне и других крупных городах, а также на острове Вокам. |
| Каели или кайели          | Сунниты с элементами традиционных верований                                   | Близки к буру, проживают в восточной части острова Буру. |
| Банданцы или банда        | Сунниты и протестанты с элементами традиционных верований                     | Проживают на островах Банда (оранг-банда) и Кай (эли-элат или вадан). |

## Западная Новая Гвинея и прилегающие острова

### Западное Папуа
Население — 0,760 млн человек (2010 год). По состоянию на 2010 год в Западном Папуа проживали местные народы и этнические группы (387,8 тыс.), яванцы (111,3 тыс.), выходцы с Молукк (78,8 тыс.), прочие выходцы с Сулавеси (60,1 тыс.), бугисы (40,0 тыс.), макасары (17,0 тыс.), выходцы с Восточных Малых Зондских островов (14,9 тыс.), минахасцы (13,5 тыс.), сунды (7,1 тыс.), батаки (7,1 тыс.) и китайцы (2,4 тыс.).
| Этническая группа                     | Вероисповедание                                                   | Район расселения                                                                                                |
| ------------------------------------- | ----------------------------------------------------------------- | --- |
| Яванцы                                | Сунниты                                                           | Проживают в крупных городах и районах плантационного хозяйства.                                                 |
| Амбонцы                               | Протестанты и сунниты                                             | Проживают на островах Раджа-Ампат, а также в крупных городах.                                                   |
| Бутоны или бутунги                    | Сунниты                                                           | Проживают в крупных городах и районах плантационного хозяйства.                                                 |
| Бугисы или буги                       | Сунниты                                                           | Проживают в крупных городах и районах плантационного хозяйства.                                                 |
| Биакцы или нумфоры (биак-нумфор)      | Протестанты с элементами традиционных верований                   | Проживают на северо-западном побережье полуострова Чендравасих (район Соронга).                                 |
| Вандамен или вандамы                  | Протестанты с элементами традиционных верований                   | Проживают на восточном побережье полуострова Чендравасих (округ Телук-Вондама).                                 |
| Бинтуни                               | Приверженцы традиционных верований, часть — протестанты и сунниты | Проживают вдоль побережья залива Бинтуни (округ Телук-Бинтуни).                                                 |
| Вайгео                                | Приверженцы традиционных верований, часть — протестанты и сунниты | Вайгео (группы салавати, майраси, кури, мадики и ясуров) проживают на островах Вайгео, Гам, Батанта и Салавати. |
| Мисоолы                               | Приверженцы традиционных верований, часть — протестанты и сунниты | Проживают на островах Мисоол и Кофиау.                                                                          |
| Папуасы майбраты или мейбраты (браты) | Приверженцы традиционных верований, часть — протестанты и сунниты | Проживают во внутренних районах (округ Майбрат), а также на западном и южном побережье полуострова Чендравасих. |
| Ангги                                 | Приверженцы традиционных верований, часть — протестанты и сунниты | Проживают на восточном побережье и во внутренних районах полуострова Чендравасих (округ Арфак).                 |
| Папуасы маникионы или мантионы        | Приверженцы традиционных верований                                | Проживают во внутренних районах северной части полуострова Чендравасих.                                         |
| Хаттамы                               | Приверженцы традиционных верований, часть — протестанты и сунниты | Проживают на северо-восточном побережье полуострова Чендравасих.                                                |
| Иха или капауры                       | Приверженцы традиционных верований, часть — протестанты и сунниты | Проживают в северо-западной части полуострова Бомбераи (округ Факфак).                                          |
| Маираси                               | Приверженцы традиционных верований, часть — протестанты и сунниты | Проживают в юго-восточной части провинции (округ Каимана).                                                      |
| Ираруту                               | Сунниты с элементами традиционных верований                       | Проживают на полуострове Бомбераи. В состав ирарутов входят секари и аргуни.                                    |
| Онинцы                                | Сунниты с элементами традиционных верований                       | Проживают на полуострове Бомбераи вдоль побережья залива Камрау.                                                |
| Макасары                              | Сунниты                                                           | Проживают в крупных городах и районах плантационного хозяйства.                                                 |
| Минахасцы                             | Протестанты, часть — католики и сунниты                           | Проживают в крупных городах и районах плантационного хозяйства.                                                 |
| Сунды                                 | Сунниты                                                           | Проживают в крупных городах и районах плантационного хозяйства.                                                 |
| Батаки                                | Сунниты и протестанты с элементами традиционных верований         | Проживают в крупных городах и районах плантационного хозяйства.                                                 |
| Китайцы                               | Католики, протестанты, буддисты и конфуцианцы                     | Проживают в Соронге, Маноквари, Факфаке и других крупных городах.                                               |
| Индийцы                               | Сунниты                                                           | Проживают в Факфаке.                                                                                            |
| Арабы                                 | Сунниты                                                           | Проживают в Факфаке.                                                                                            |

### Папуа
Население — 2,833 млн человек (2010 год). По состоянию на 2000 год крупнейшими народами являлись яванцы (12,5 %), биак-нумфор (7,4 %), дани (7,1 %), лани (5,1 %) и капауку (3,9 %).
По состоянию на 2010 год в Папуа проживали местные народы и этнические группы (2,121 млн), яванцы (233,1 тыс.), прочие выходцы с Сулавеси (102,1 тыс.), бугисы (88,7 тыс.), выходцы с Молукк (82,6 тыс.), макасары (41,2 тыс.), выходцы с Восточных Малых Зондских островов (26,3 тыс.), минахасцы (21,4 тыс.), батаки (16,2 тыс.), сунды (13,4 тыс.), прочие выходцы с Калимантана (5,0 тыс.), мадурцы (3,7 тыс.), китайцы (3,4 тыс.), прочие выходцы с Западных Малых Зондских островов (3,4 тыс.), сасаки (2,3 тыс.), горонтало (2,3 тыс.), минангкабау (2,1 тыс.) и балийцы (2,0 тыс.).
| Этническая группа                                                              | Вероисповедание                                                                                      | Район расселения |
| ------------------------------------------------------------------------------ | --- | --- |
| Яванцы                                                                         | Сунниты                                                                                              | Проживают в крупных городах и районах плантационного хозяйства.                                                                   |
| Меланезийцы биакцы или нумфоры (биак-нумфор)                                   | Протестанты и католики с элементами традиционных верований                                           | Проживают на островах Биак, Нумфор, Супиори и Нум (округа Биак-Нумфор и Супиори).                                                 |
| Папуасы дани или ндани                                                         | Протестанты, часть — приверженцы традиционных верований                                              | Проживают во внутренних районах центральной части провинции (округа Джаявиджая, Пунчак и Паниаи).                                 |
| Папуасы лани                                                                   | Протестанты, часть — приверженцы традиционных верований                                              | Лани (включая группы валак и лома) проживают во внутренних районах центральной части провинции, западнее дани (округ Джаявиджая). |
| Папуасы капауку или экари (экаги)                                              | Протестанты, часть — приверженцы традиционных верований и сунниты                                    | Проживают во внутренних районах юго-западной части провинции (округ Паниаи).                                                      |
| Бугисы или буги                                                                | Сунниты                                                                                              | Проживают в крупных городах и районах плантационного хозяйства.                                                                   |
| Бутоны или бутунги                                                             | Сунниты                                                                                              | Проживают в крупных городах и районах плантационного хозяйства.                                                                   |
| Амбонцы                                                                        | Протестанты и сунниты                                                                                | Проживают в крупных городах и районах плантационного хозяйства.                                                                   |
| Папуасы яли или йали                                                           | Протестанты, католики и приверженцы традиционных верований                                           | Проживают во внутренних районах центральной части провинции, восточнее дани (округ Джаявиджая).                                   |
| Папуасы нгалум                                                                 | Протестанты, католики и приверженцы традиционных верований                                           | Проживают во внутренних районах центральной части провинции.                                                                      |
| Меланезийцы собеи, ямна, тобати, бонгго, сарми, вакде, масимаси, тарфия и орму | Приверженцы традиционных верований, часть — протестанты и католики                                   | Проживают вдоль северо-восточного побережья (округа Джаяпура и Сарми), а также на островах Кумамба.                               |
| Папуасы асматы                                                                 | Приверженцы традиционных верований, часть — протестанты и сунниты                                    | Проживают вдоль юго-западного побережья (округ Асмат).                                                                            |
| Папуасы голиафы                                                                | Протестанты, католики и приверженцы традиционных верований                                           | Проживают во внутренних районах центральной части провинции.                                                                      |
| Макасары                                                                       | Сунниты                                                                                              | Проживают в крупных городах и районах плантационного хозяйства.                                                                   |
| Минахасцы                                                                      | Протестанты, часть — католики и сунниты                                                              | Проживают в крупных городах и районах плантационного хозяйства.                                                                   |
| Батаки                                                                         | Сунниты и протестанты с элементами традиционных верований                                            | Проживают в крупных городах и районах плантационного хозяйства.                                                                   |
| Сунды                                                                          | Сунниты                                                                                              | Проживают в крупных городах и районах плантационного хозяйства.                                                                   |
| Папуасы мони                                                                   | Протестанты, часть — приверженцы традиционных верований                                              | Проживают во внутренних районах юго-западной части провинции, восточнее капауку (округ Паниаи).                                   |
| Папуасы амунг (ухундуни или дамал)                                             | Протестанты, часть — приверженцы традиционных верований                                              | Проживают во внутренних районах западной части провинции.                                                                         |
| Папуасы маринд-аним                                                            | Католики, часть — приверженцы традиционных верований                                                 | Проживают вдоль юго-восточного побережья и на прилегающих островах (округ Мерауке).                                               |
| Меланезийцы вандамен или вандамы                                               | Протестанты с элементами традиционных верований                                                      | Проживают на острове Япен. |
| Варопены или варупены                                                          | Протестанты с элементами традиционных верований, часть — приверженцы синкретических мессианских сект | Проживают вдоль северо-западного побережья (округ Варопен) и на острове Япен.                                                     |
| Папуасы мимика или каморо                                                      | Приверженцы традиционных верований, часть — протестанты и сунниты                                    | Близки к асматам, проживают вдоль юго-западного побережья (округ Мимика).                                                         |
| Папуасы ковиай                                                                 | Приверженцы традиционных верований, часть — протестанты и сунниты                                    | Проживают вдоль юго-западного побережья (западная часть округа Мимика).                                                           |
| Папуасы волани или водани                                                      | Приверженцы традиционных верований, часть — протестанты                                              | Проживают во внутренних районах юго-западной части провинции (округ Паниаи).                                                      |
| Папуасы комбаи                                                                 | Протестанты, часть — приверженцы традиционных верований                                              | Проживают во внутренних районах юго-восточной части провинции.                                                                    |
| Папуасы сави или савуй                                                         | Протестанты, часть — приверженцы традиционных верований                                              | Проживают во внутренних районах юго-восточной части провинции.                                                                    |
| Папуасы короваи                                                                | Приверженцы традиционных верований                                                                   | Близки к комбаи, проживают во внутренних районах юго-восточной части провинции.                                                   |
| Папуасы йей или ей                                                             | Католики и приверженцы традиционных верований                                                        | Проживают во внутренних районах юго-восточной части провинции (восточная часть округа Мерауке).                                   |
| Папуасы исирава                                                                | Протестанты, часть — католики и приверженцы традиционных верований                                   | Проживают вдоль северо-восточного побережья (округ Сарми).                                                                        |
| Папуасы баузи или бауди                                                        | Протестанты, часть — приверженцы традиционных верований                                              | Проживают во внутренних районах северо-западной части провинции.                                                                  |
| Папуасы файю                                                                   | Протестанты, часть — приверженцы традиционных верований                                              | Проживают во внутренних районах центральной части провинции.                                                                      |
| Папуасы сентани                                                                | Приверженцы традиционных верований, часть — синкретических мессианских сект                          | Проживают в северо-восточной части провинции, в районе озера Сентани (округ Джаяпура).                                            |
| Папуасы вемта                                                                  | Приверженцы традиционных верований, часть — синкретических мессианских сект                          | Проживают в северо-восточной части провинции, в районе озера Сентани (округ Джаяпура).                                            |
| Папуасы мек                                                                    | Приверженцы традиционных верований                                                                   | Проживают во внутренних районах западной части провинции.                                                                         |
| Мандары                                                                        | Сунниты                                                                                              | Проживают в крупных городах и районах плантационного хозяйства.                                                                   |
| Мадурцы                                                                        | Сунниты                                                                                              | Проживают в крупных городах и районах плантационного хозяйства.                                                                   |
| Китайцы                                                                        | Католики, протестанты, буддисты и конфуцианцы                                                        | Проживают в Джаяпуре, Мерауке и других крупных городах.                                                                           |
| Сасаки                                                                         | Сунниты, часть — индуисты и протестанты                                                              | Проживают в крупных городах и районах плантационного хозяйства.                                                                   |
| Горонтало                                                                      | Сунниты, часть — протестанты и католики                                                              | Проживают в крупных городах и районах плантационного хозяйства.                                                                   |
| Минангкабау                                                                    | Сунниты                                                                                              | Проживают в крупных городах и районах плантационного хозяйства.                                                                   |

## Комментарии
1. ↑  Статистические данные за 2010 году учитывают и другие народности, проживающие в провинции Бантен.
2. ↑  Статистические данные за 2010 году учитывают и другие народности, проживающие в провинции Ачех.
3. ↑  Включая население островов Риау, которые позже были выделены в отдельную провинцию.
4. ↑  Столь значительное количество выходцев с Калимантана, нетипичное для провинции, зафиксировано в отчёте Центрального статистического агентства Индонезии по итогам общенациональной переписи населения 2010 года. С учётом прежних демографических реалий Восточных Малых Зондских островов нельзя исключать, что эти данные являются результатом неких статистических ошибок.
5. ↑  Преимущественно потомки от смешанных браков между банджарами, малайцами и даяками.
6. ↑  Преимущественно потомки от смешанных браков между банджарами, малайцами и даяками.
7. ↑  Включая население Северного Калимантана, который позже был выделен в отдельную провинцию.
8. ↑  Преимущественно потомки от смешанных браков между банджарами, малайцами и даяками.
9. ↑  Включая население Северного Калимантана, который позже был выделен в отдельную провинцию.
10. ↑  Включая население Западного Сулавеси, который позже был выделен в отдельную провинцию.
11. ↑  Включая население Западного Папуа, которое позже было выделено в отдельную провинцию.